# Lista gatunków z rodzaju czapetka
Lista gatunków z rodzaju czapetka (Syzygium) –  lista gatunków z rodzaju roślin z rodziny mirtowatych. Należy do niego co najmniej 1139 gatunków (tyle nazw zweryfikowanych i zaakceptowanych podaje The Plant List), poza tym 8 taksonów ma status gatunków niepewnych (niezweryfikowanych).

## Lista gatunków
- Syzygium abbreviatum Merr.

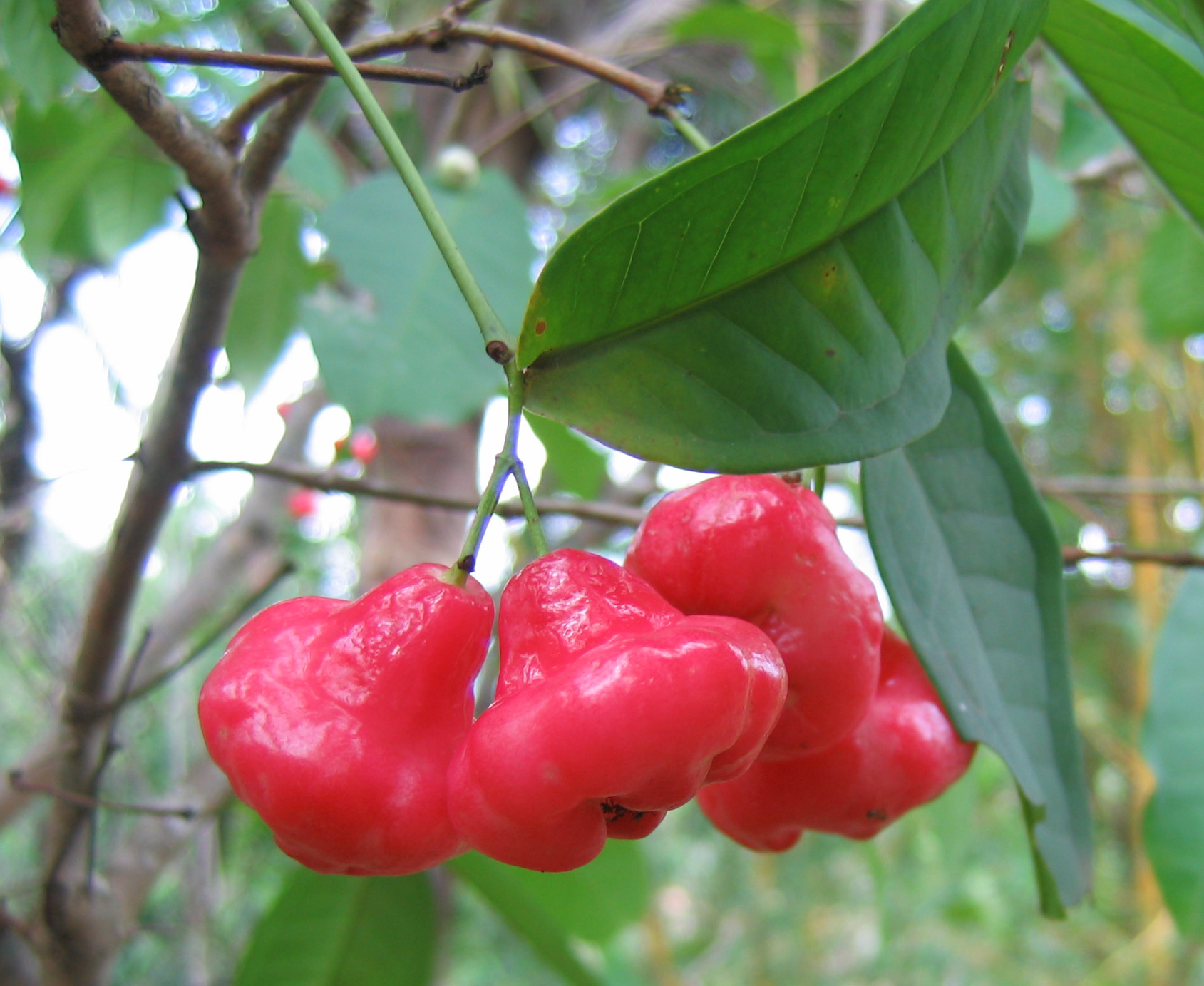
Czapetka wodnista

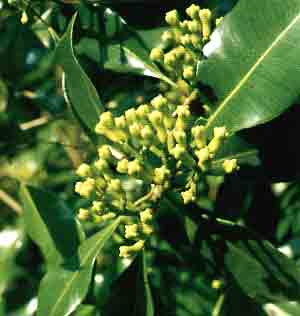
Czapetka pachnąca

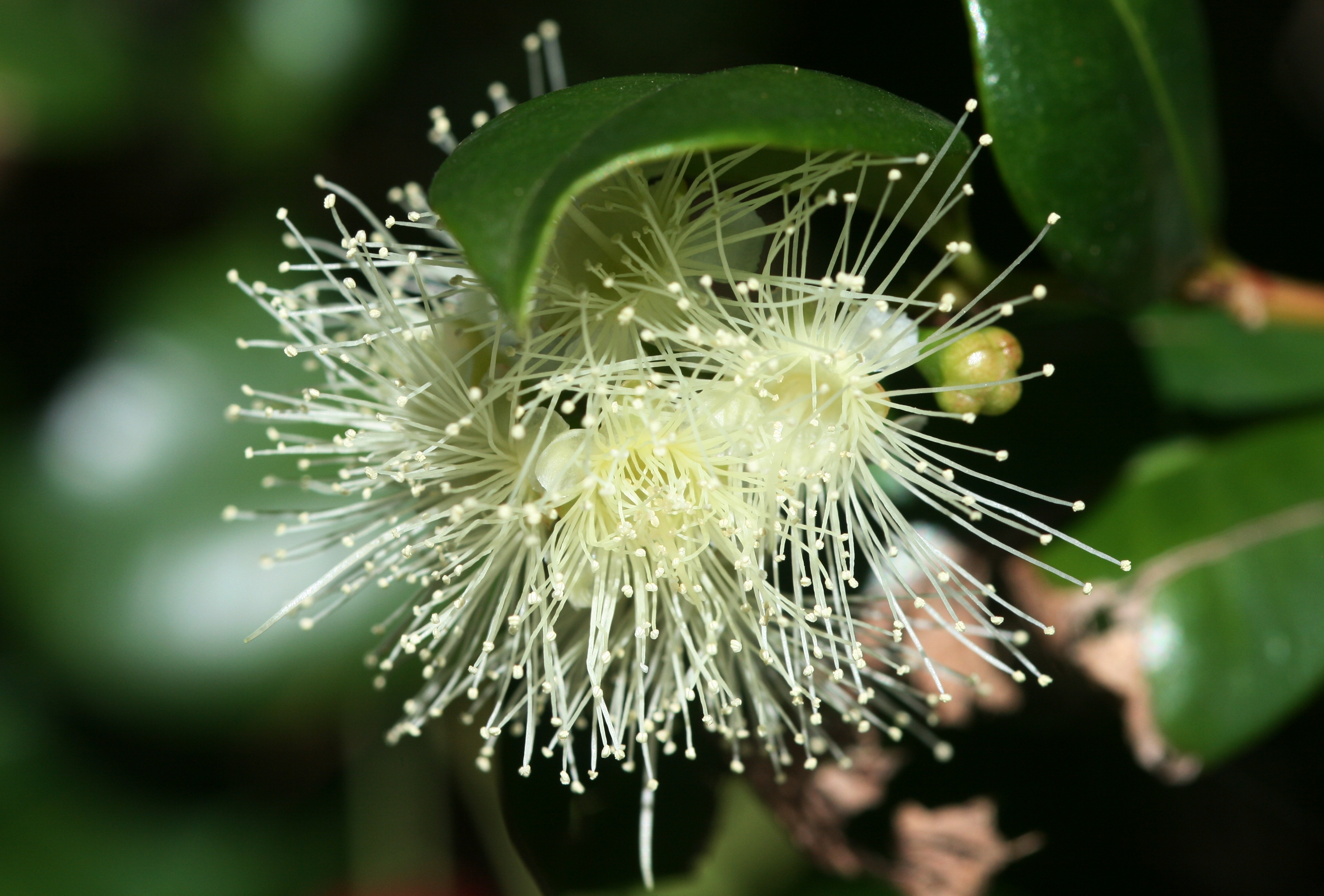
Syzygium australe

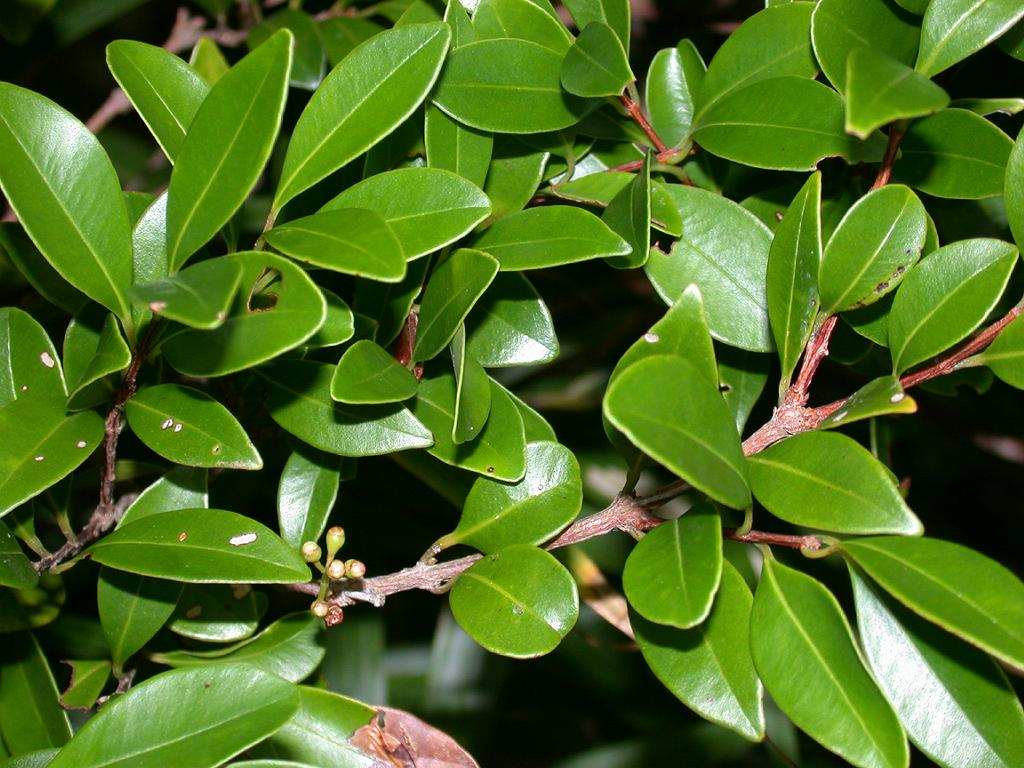
Syzygium buxifolium

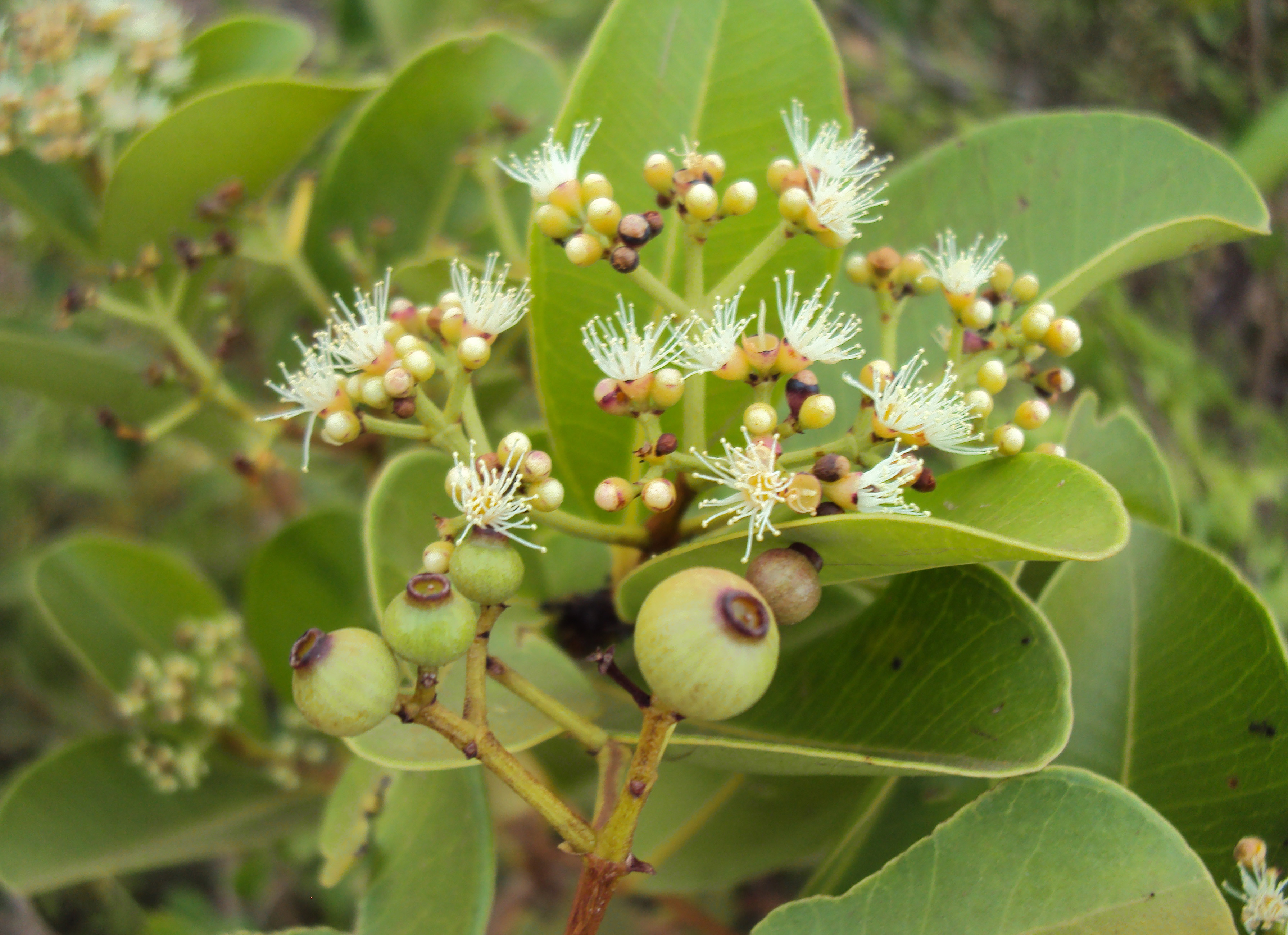
Syzygium caryophyllatum

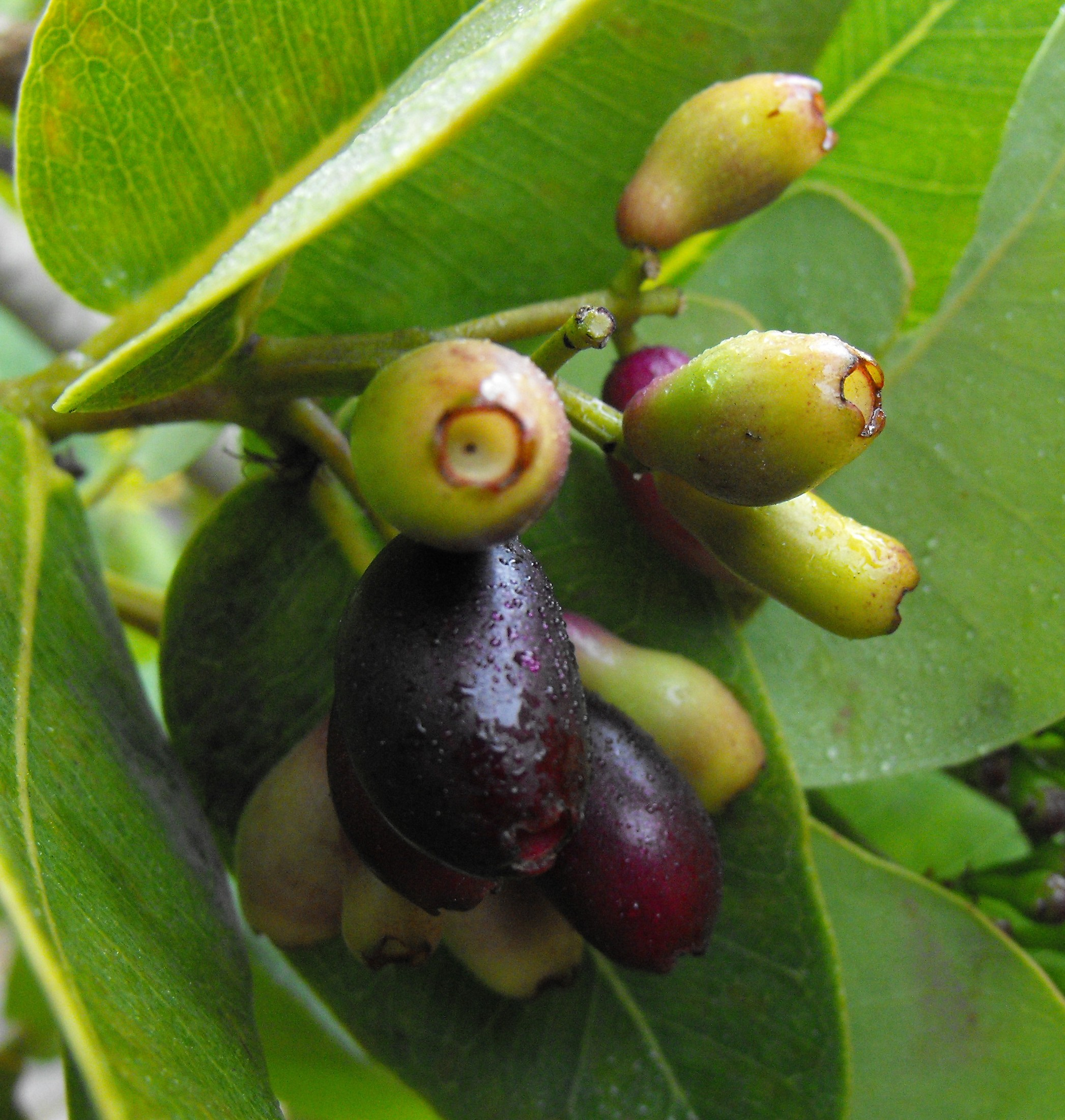
Syzygium cordatum

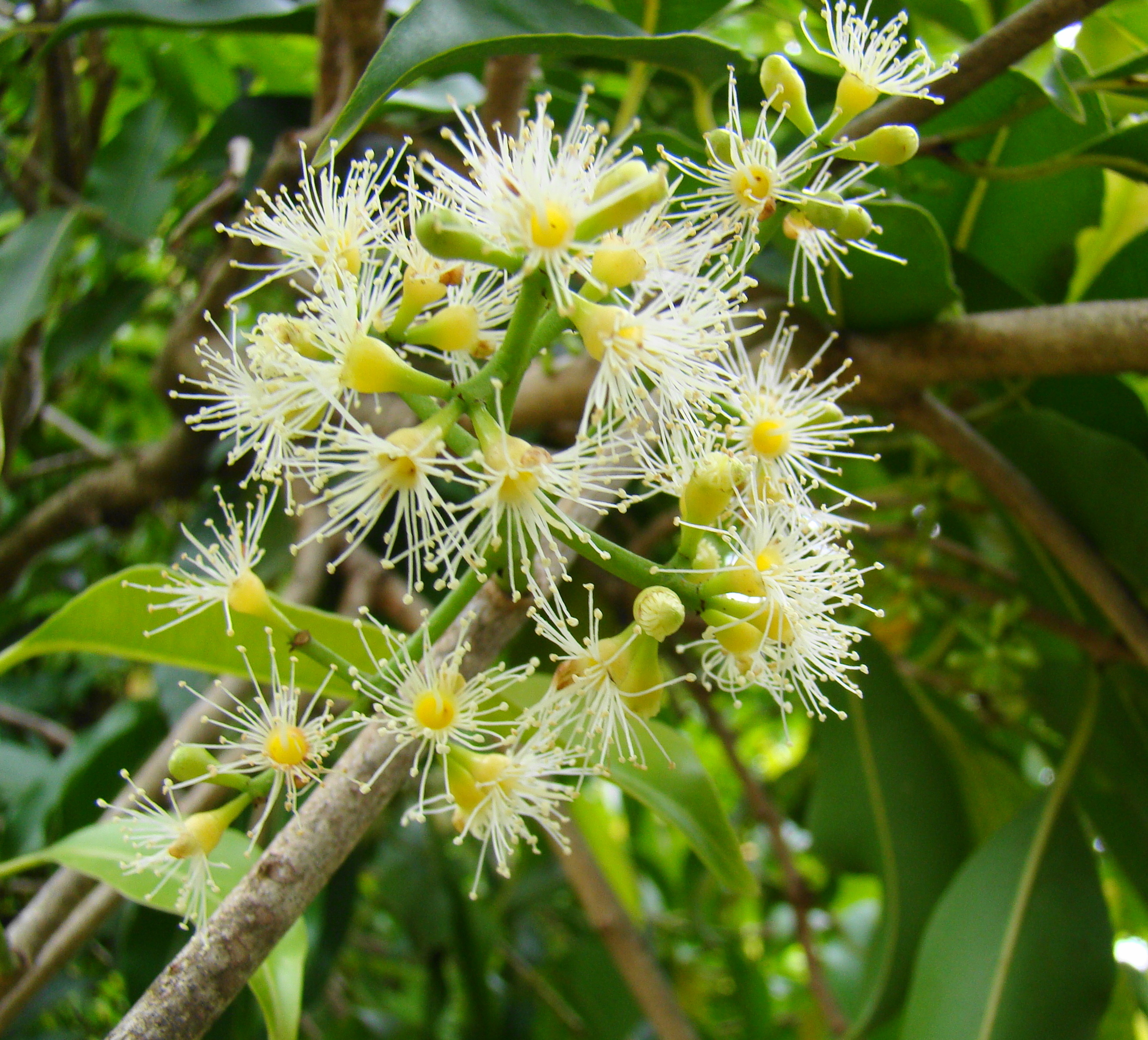
Czapetka kuminowa

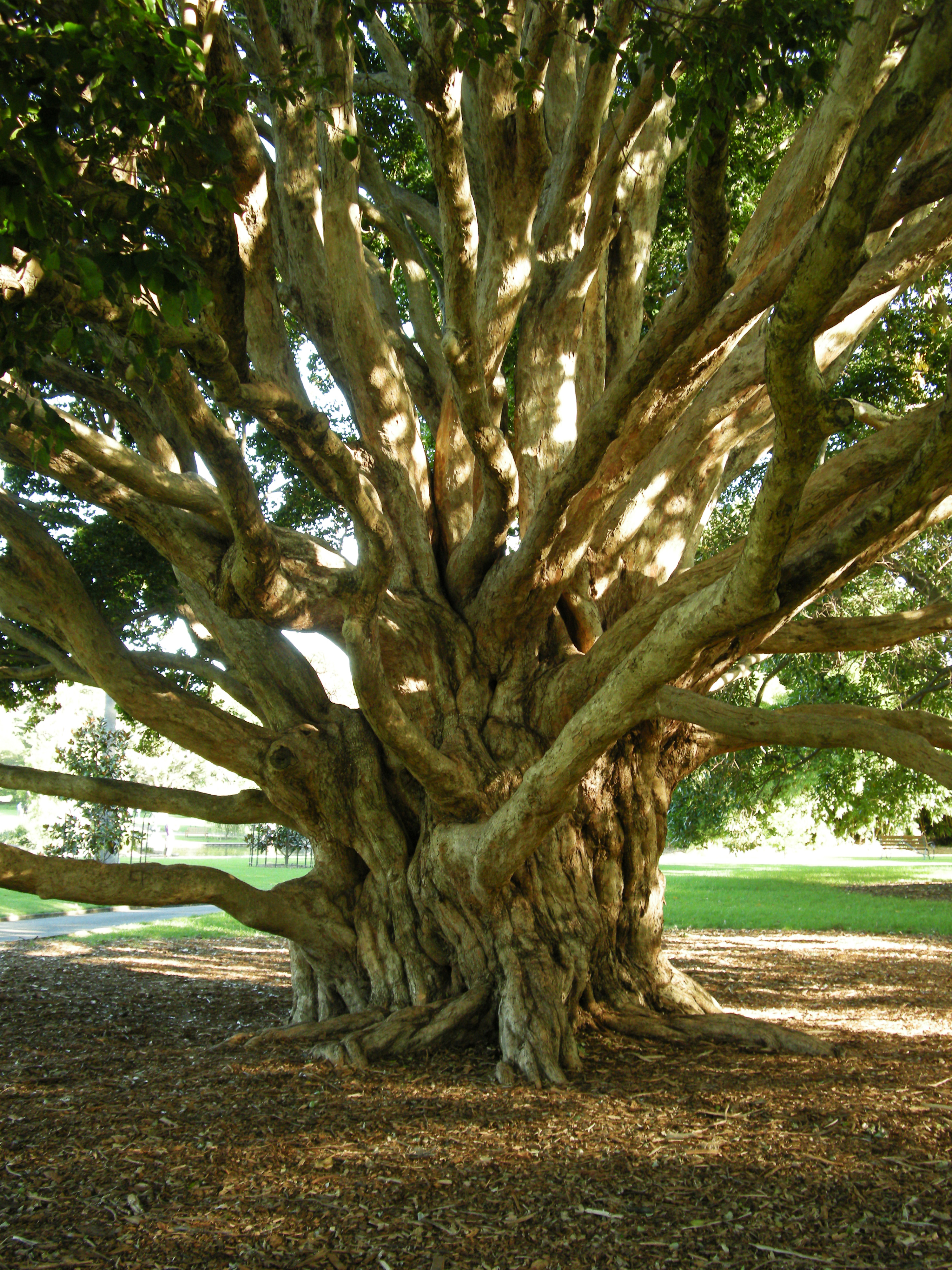
Syzygium francisii

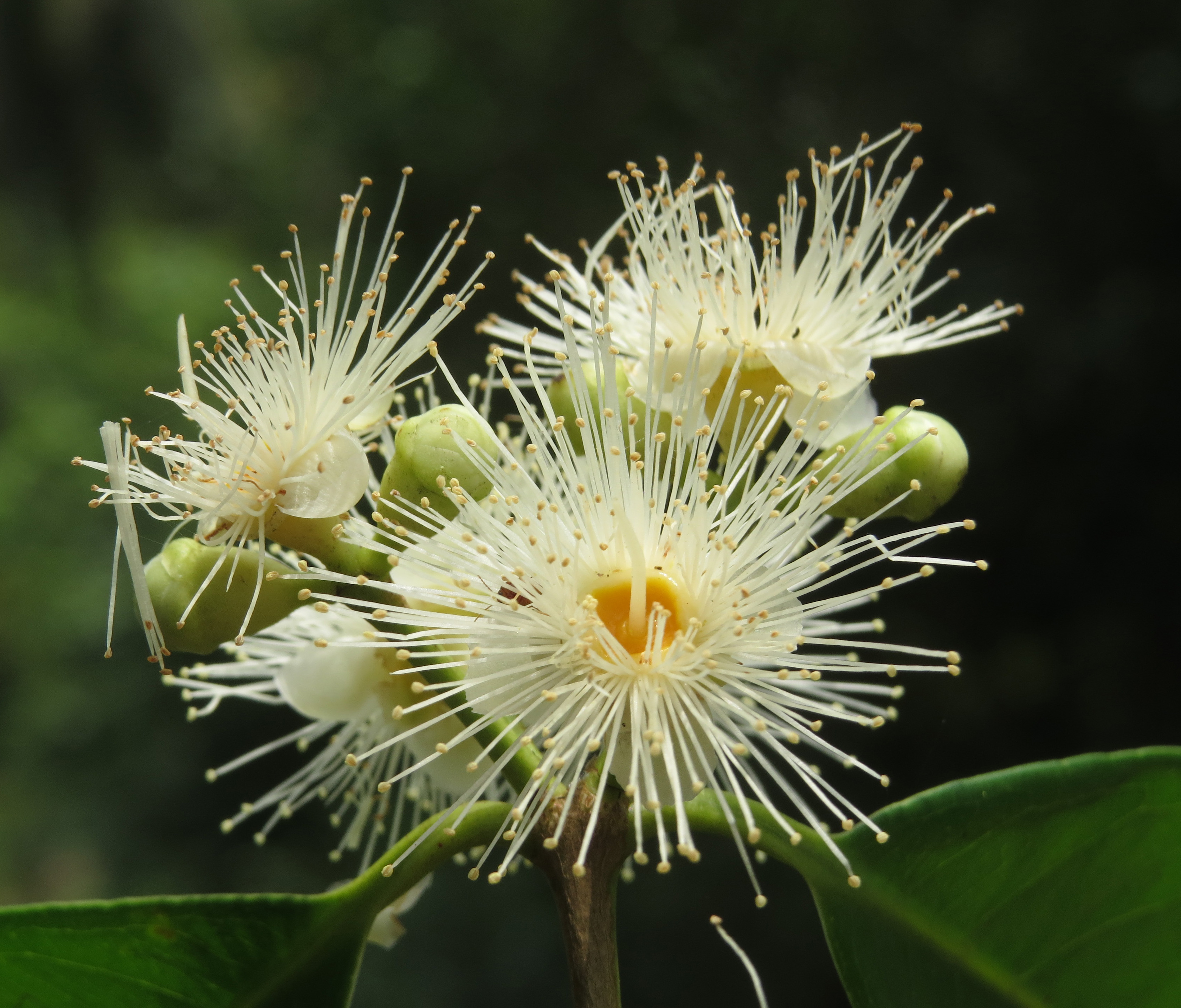
Syzygium hemisphericum

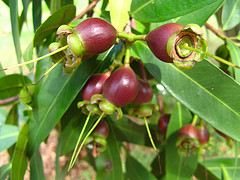
Czapetka jambos

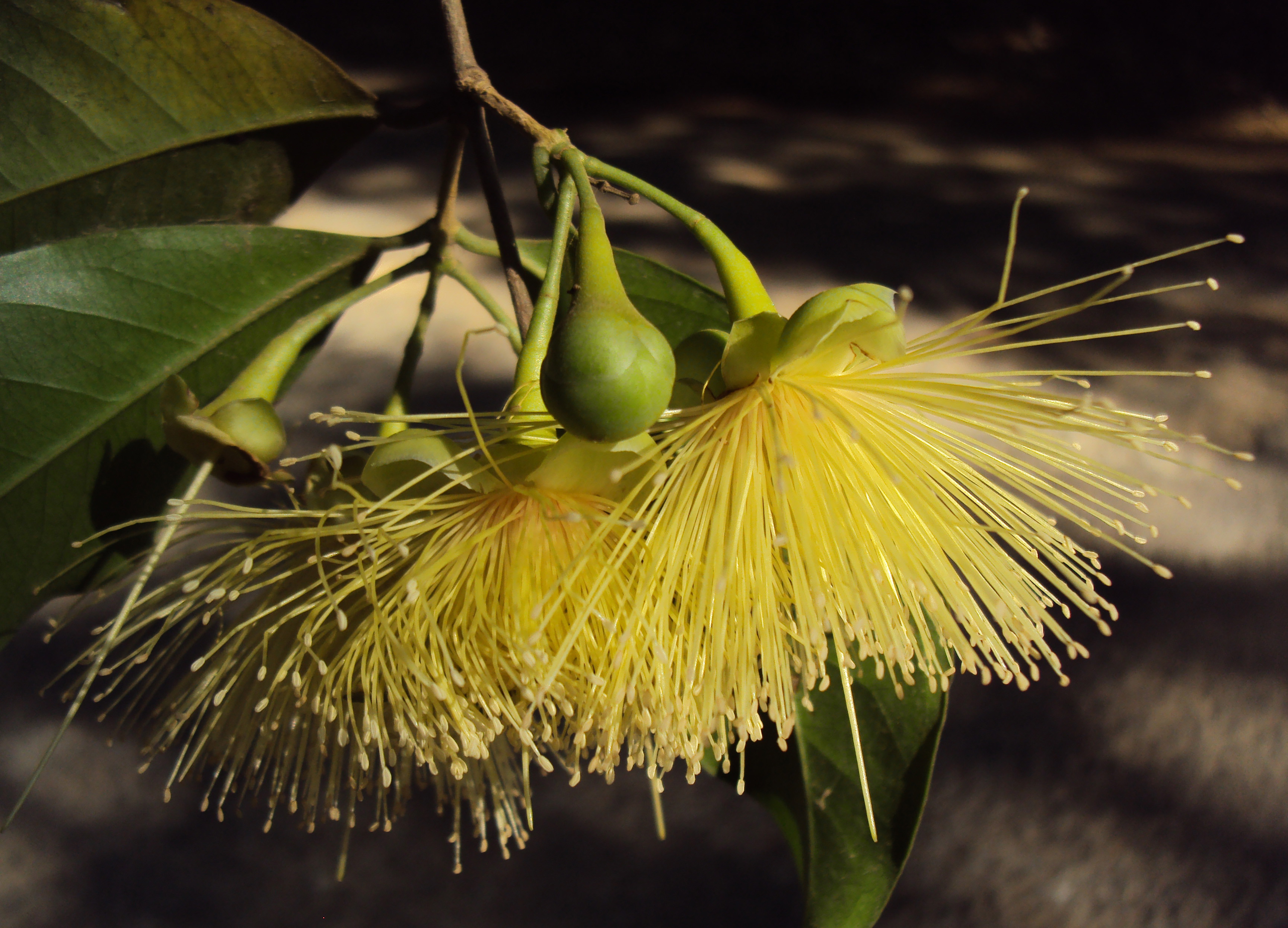
Syzygium laetum

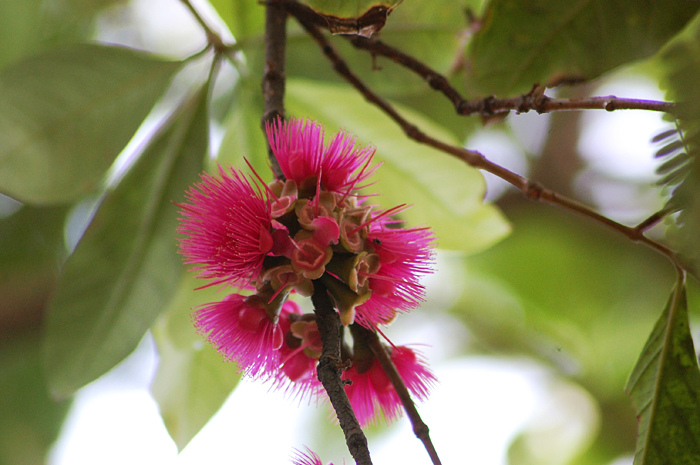
Czapetka malajska

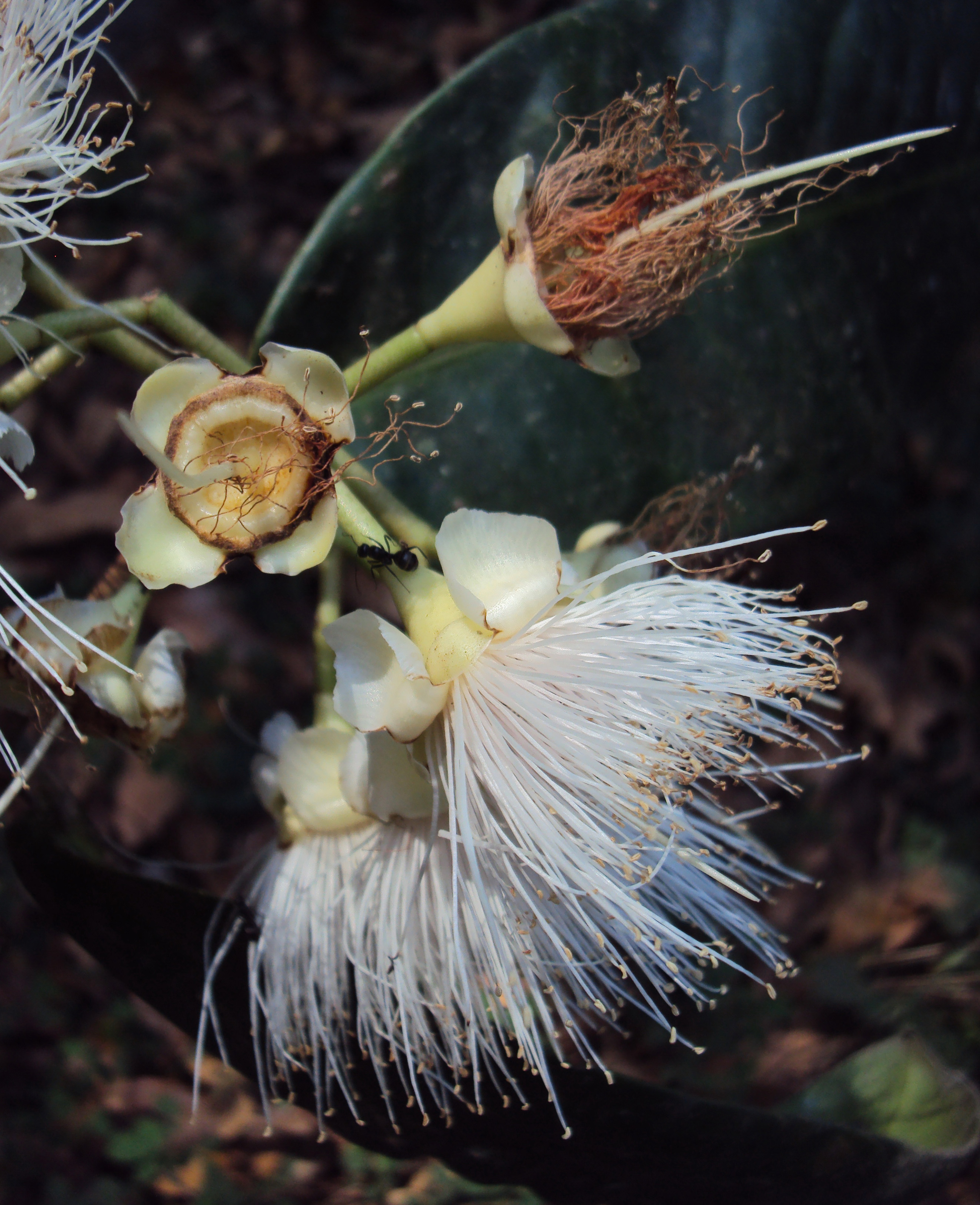
Syzygium mundagam

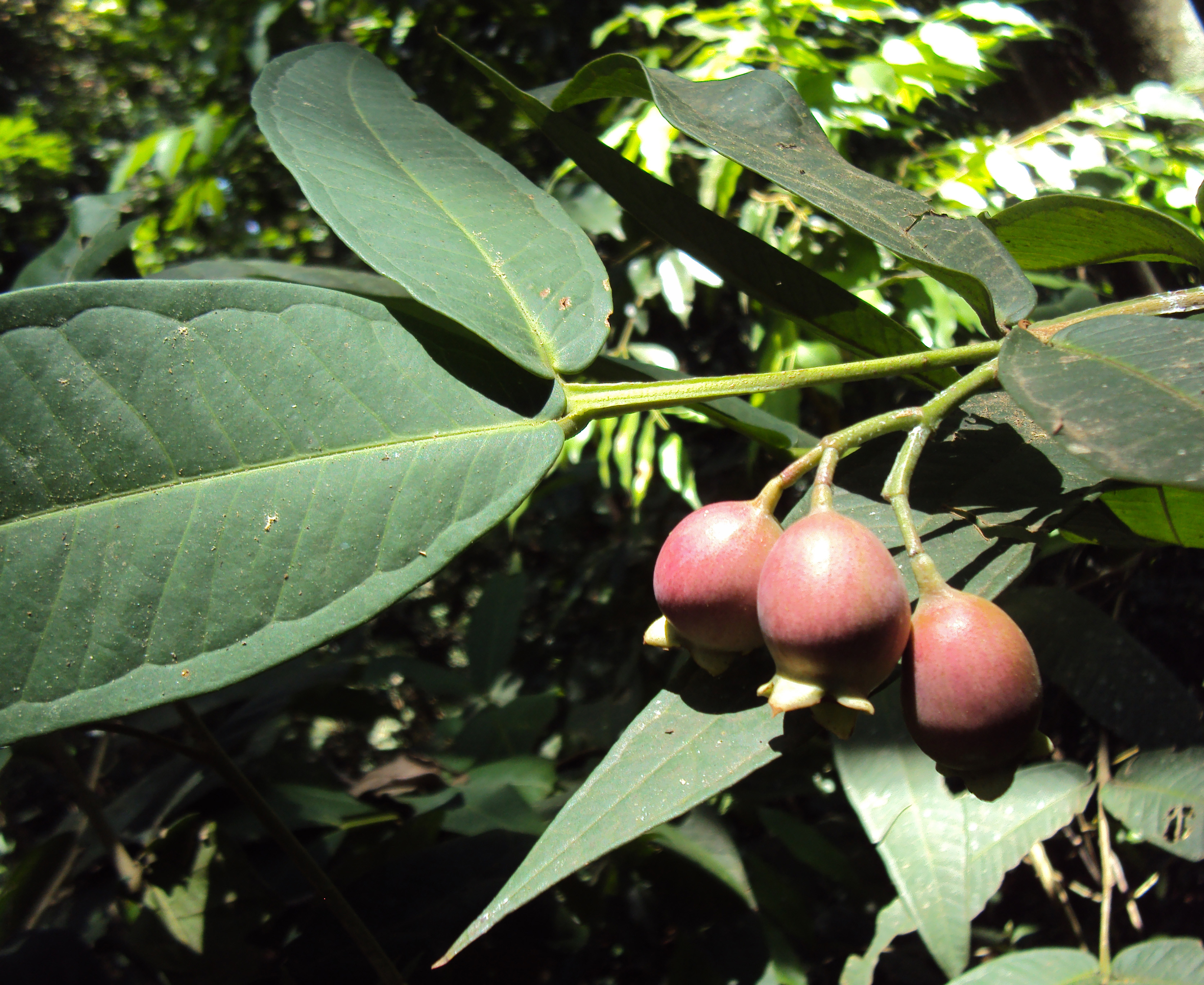
Syzygium munronii

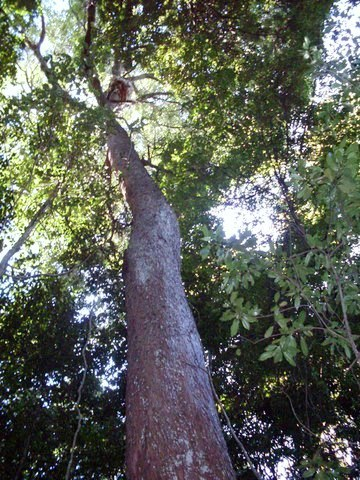
Syzygium paniculatum

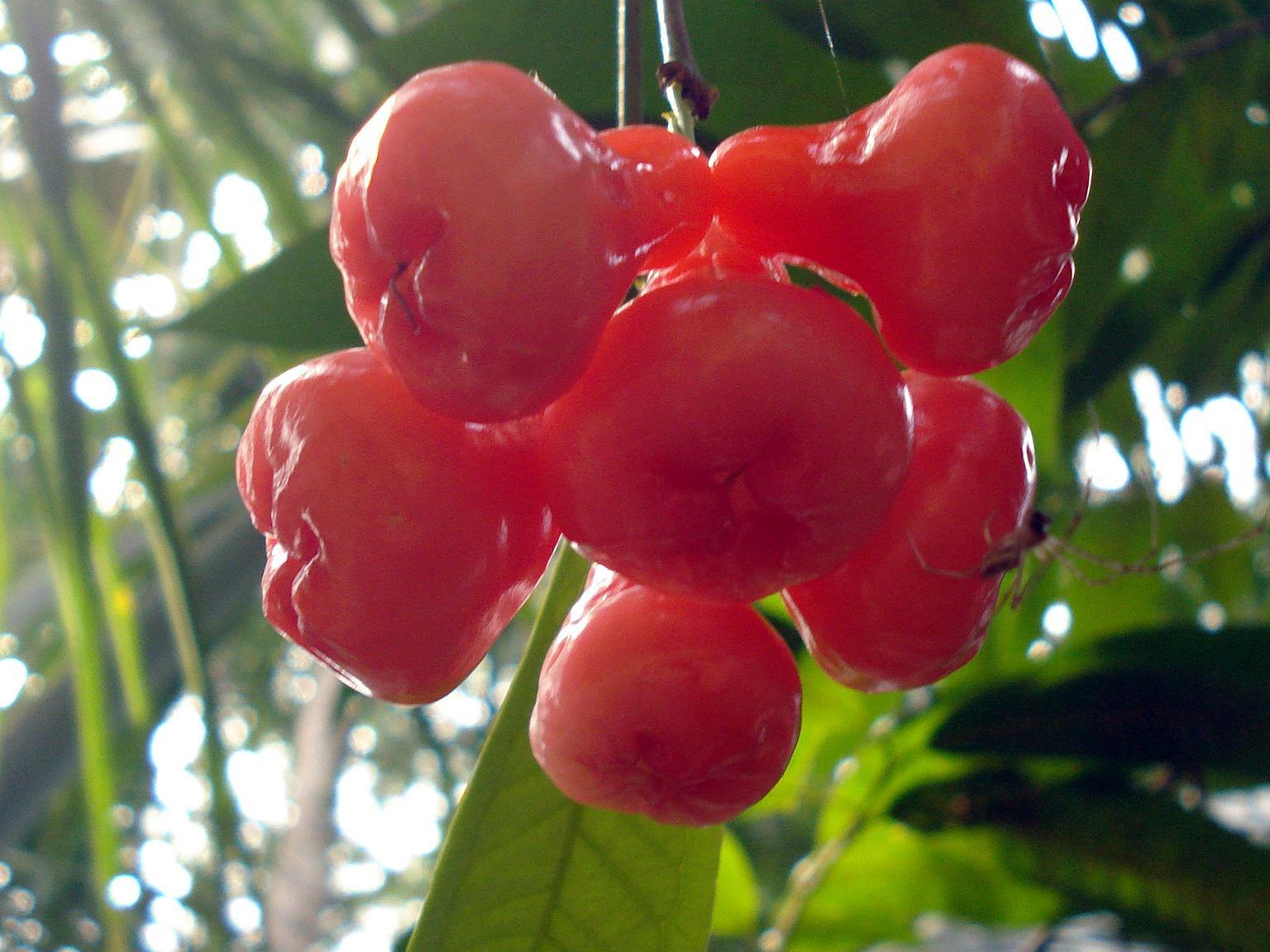
Czapetka samarangijska

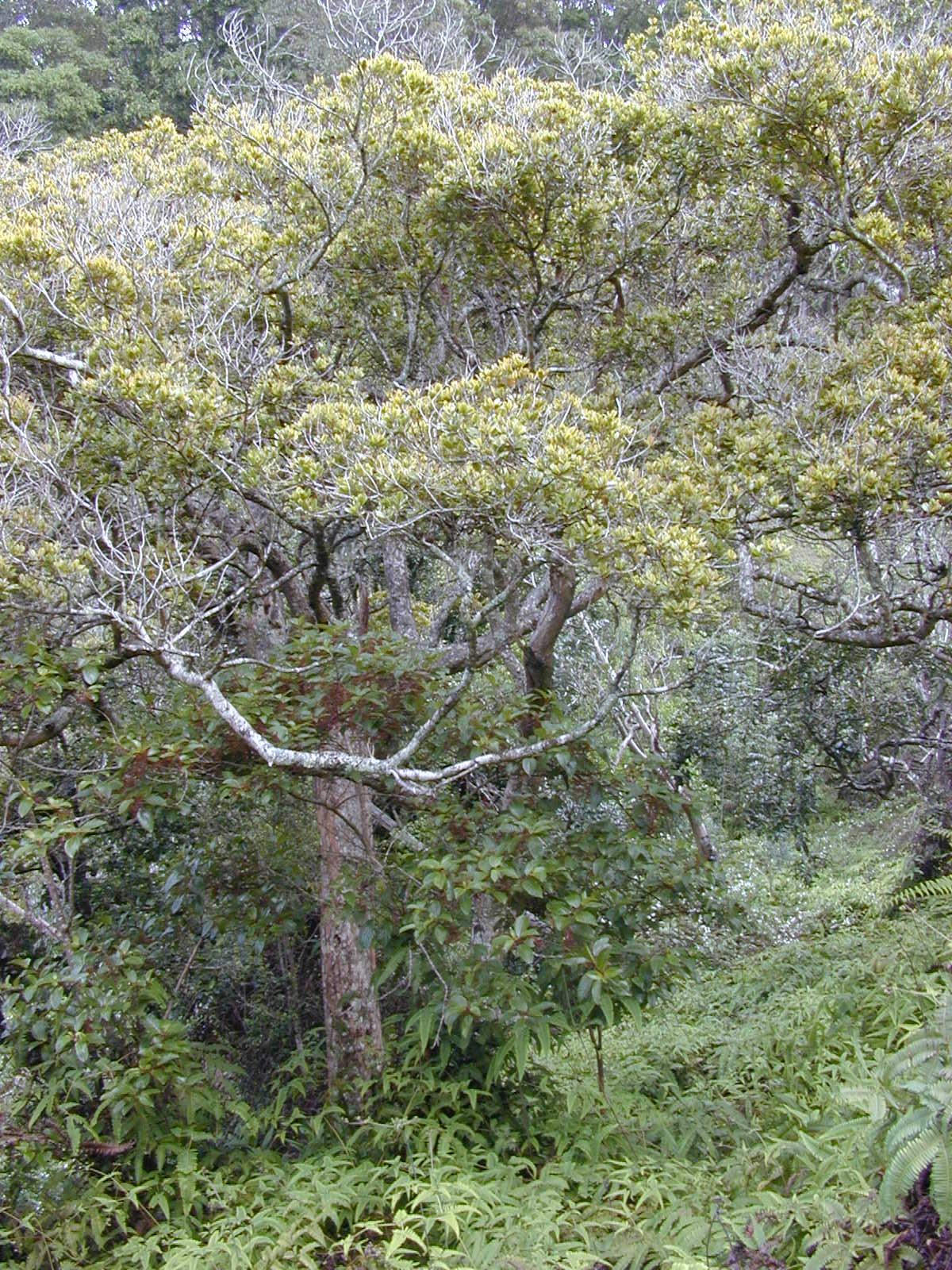
Syzygium sandwicensis

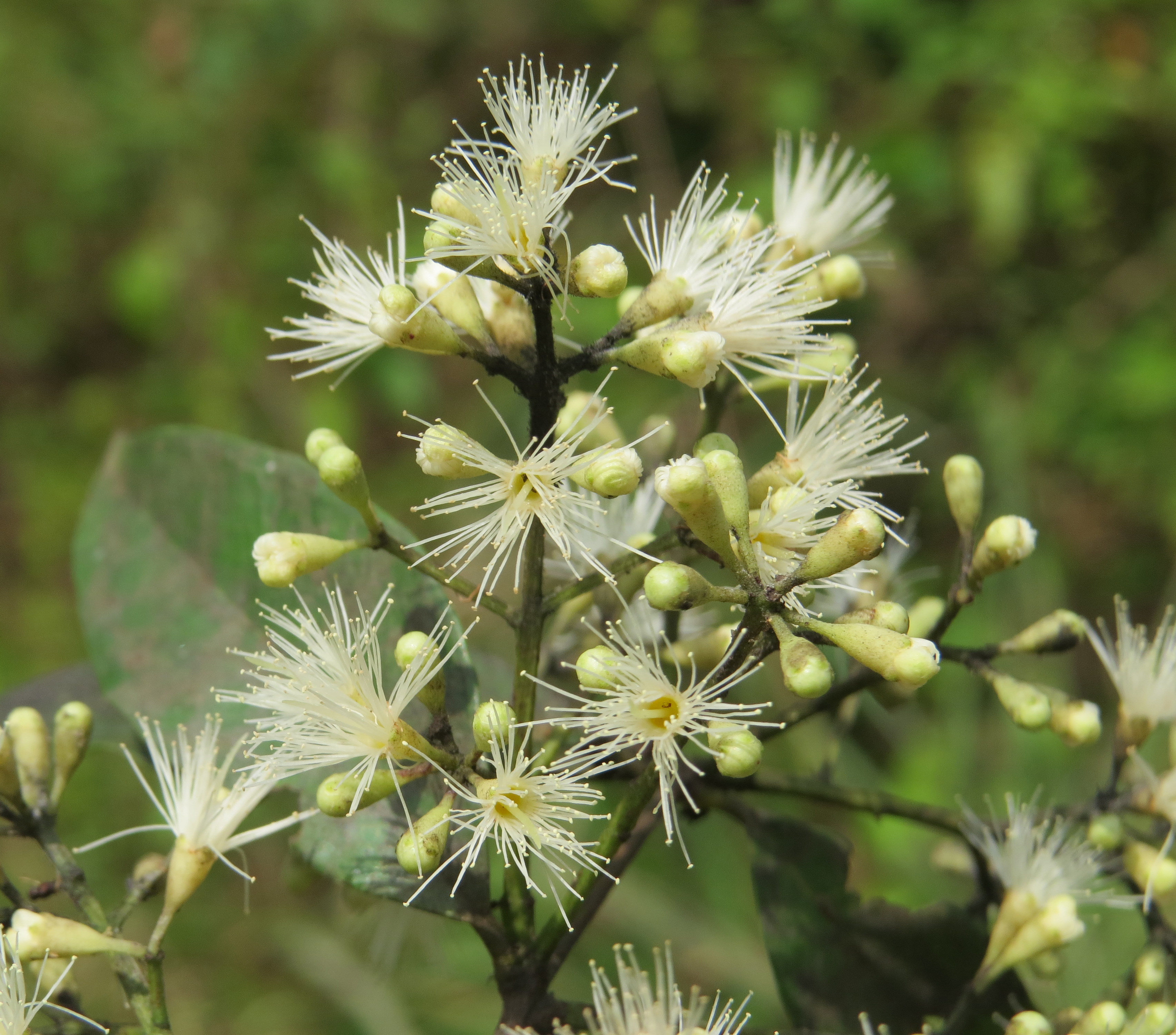
Syzygium zeylanicum

- Syzygium aborense (Dunn) Rathakr. & N.C.Nair
- Syzygium abortivum (Gagnep.) Merr. & L.M.Perry
- Syzygium abulugense Merr.
- Syzygium aciculinum Merr. & L.M.Perry
- Syzygium acre (Pancher ex Guillaumin) J.W.Dawson
- Syzygium acrophilum (C.B.Rob.) Merr.
- Syzygium acuminatissimum (Blume) DC.
- Syzygium acuminatum (Roxb.) Miq.
- Syzygium acutangulum Nied.
- Syzygium acutatum (Miq.) Amshoff
- Syzygium adelphicum Diels
- Syzygium adenophyllum Merr. & L.M.Perry
- Syzygium aegiceroides (Korth. ex Miq.) Korth.
- Syzygium aemulum (Blume) Amshoff
- Syzygium aeoranthum (Diels) Merr. & L.M.Perry
- Syzygium affine Merr.
- Syzygium agastyamalayanum M.B.Viswan. & Manik.
- Syzygium aggregatum J.W.Dawson
- Syzygium aksornae Chantaran. & J.Parn.
- Syzygium alatoramulum B.Hyland
- Syzygium alatum (Lauterb.) Diels
- Syzygium albayense Merr.
- Syzygium albiflorum (Duthie ex Kurz) Bahadur & R.C.Gaur
- Syzygium album Q.F.Zheng
- Syzygium alliiligneum B.Hyland
- Syzygium alternifolium (Wight) Walp.
- Syzygium alubo Kosterm.
- Syzygium alutaceum (Diels) Merr. & L.M.Perry
- Syzygium alvarezii (C.B.Rob.) Merr.
- Syzygium alyxiifolium (Ridl.) I.M.Turner
- Syzygium amicorum (A.Gray) Müll.Stuttg.
- Syzygium amieuense (Guillaumin) J.W.Dawson
- Syzygium amphoraecarpus Kosterm.
- Syzygium amplexicaule (DC.) N.P.Balakr.
- Syzygium ampliflorum (Koord. & Valeton) Amshoff
- Syzygium amplifolium L.M.Perry
- Syzygium amplum T.G.Hartley & L.M.Perry
- Syzygium ampullarium (Stapf) Merr. & L.M.Perry
- Syzygium anacardiifolium (Craib) Chantaran. & J.Parn.
- Syzygium andamanicum (King) N.P.Balakr.
- Syzygium aneityense Guillaumin
- Syzygium angkae (Craib) Chantaran. & J.Parn.
- Syzygium angophoroides (F.Muell.) B.Hyland
- Syzygium angulare (Elmer) Merr.
- Syzygium angulatum (C.B.Rob.) Merr.
- Syzygium anisatum (Vickery) Craven & Biffin
- Syzygium anisopetalum (R.Parker) N.P.Balakr.
- Syzygium anisosepalum (Duthie) I.M.Turner
- Syzygium anomalum Lauterb.
- Syzygium anthicoides P.S.Ashton
- Syzygium anthicum (Ridl.) Merr. & L.M.Perry
- Syzygium antisepticum (Blume) Merr. & L.M.Perry
- Syzygium antonianum (Elmer) Merr.
- Syzygium aoupinianum J.W.Dawson
- Syzygium apetiolatum J.W.Dawson
- Syzygium apiarii P.S.Ashton
- Syzygium apodophyllum (F.Muell.) B.Hyland
- Syzygium apodum Miq.
- Syzygium apoense (Elmer) Merr.
- Syzygium aqueum (Burm.f.) Alston – czapetka wodnista
- Syzygium araiocladum Merr. & L.M.Perry
- Syzygium arboreum (Baker F.) J.W.Dawson
- Syzygium arcanum P.S.Ashton
- Syzygium arcuatinervium (Merr.) Craven & Biffin
- Syzygium arenitense Craven
- Syzygium argyrocalyx (Warb.) Merr. & L.M.Perry
- Syzygium argyropedicum B.Hyland
- Syzygium armstrongii (Benth.) B.Hyland
- Syzygium aromaticum (L.) Merr. & L.M.Perry – czapetka pachnąca
- Syzygium assamicum (Biswas & Purkay.) Raizada
- Syzygium assimile Thwaites
- Syzygium astronioides (C.B.Rob.) Merr.
- Syzygium attenuatum (Miq.) Merr. & L.M.Perry
- Syzygium attopeuense (Gagnep.) Merr. & L.M.Perry
- Syzygium aurantiacum (H.Perrier) Labat & Schatz
- Syzygium auriculatum Brongn. & Gris
- Syzygium australe (J.C.Wendl. ex Link) B.Hyland
- Syzygium austrocaledonicum (Seem.) Guillaumin
- Syzygium austrosinense (Merr. & L.M.Perry) H.T.Chang & R.H.Miao
- Syzygium austroyunnanense H.T.Chang & R.H.Miao
- Syzygium avene Miq.
- Syzygium badescens P.S.Ashton
- Syzygium badium Merr. & L.M.Perry
- Syzygium baeuerlenii (F.Muell.) Craven & Biffin
- Syzygium bakoense P.S.Ashton
- Syzygium baladense (Brongn. & Gris) J.W.Dawson
- Syzygium balansae (Guillaumin) J.W.Dawson
- Syzygium balerense (C.B.Rob.) Merr.
- Syzygium balfourii (Baker) J.Guého & A.J.Scott
- Syzygium balsameum (Wight) Wall. ex Walp.
- Syzygium bamagense B.Hyland
- Syzygium bankense (Hassk.) Merr. & L.M.Perry
- Syzygium banksii (Britten & S.Moore) B.Hyland
- Syzygium baramense (Merr.) Merr. & L.M.Perry
- Syzygium barnesii (Merr.) Merr.
- Syzygium barringtonioides (Ridl.) Masam.
- Syzygium bartonii (F.M.Bailey) Merr. & L.M.Perry
- Syzygium bataanense (Merr.) Merr.
- Syzygium batadamba Kosterm.
- Syzygium baviense (Gagnep.) Merr. & L.M.Perry
- Syzygium beccarii (Ridl.) Merr. & L.M.Perry
- Syzygium beddomei (Duthie) Chithra
- Syzygium benguellense (Welw. ex Hiern) Engl.
- Syzygium benguetense (C.B.Rob.) Merr.
- Syzygium benjaminum Diels
- Syzygium bernardoi (Merr.) Merr.
- Syzygium bernieri (Baill. ex Drake) Labat & Schatz
- Syzygium bicolor Merr. & L.M.Perry
- Syzygium bicostatum P.S.Ashton
- Syzygium bijouxii J.Guého & A.J.Scott
- Syzygium blancoi (Merr.) Merr.
- Syzygium blumei (Steud.) Merr. & L.M.Perry
- Syzygium boerlagei (Merr.) Govaerts
- Syzygium boisianum (Gagnep.) Merr. & L.M.Perry
- Syzygium bonii (Gagnep.) Merr. & L.M.Perry
- Syzygium boonjee B.Hyland
- Syzygium borbonicum J.Guého & A.J.Scott
- Syzygium bordenii (Merr.) Merr.
- Syzygium borneense (Miq.) Miq.
- Syzygium boulindaense J.W.Dawson
- Syzygium bourdillonii (Gamble) Rathakr. & N.C.Nair
- Syzygium brachiatum (Roxb.) Miq.
- Syzygium brachyanthelium Diels
- Syzygium brachybotryum Miq.
- Syzygium brachycalyx (Baker F.) J.W.Dawson
- Syzygium brachypodum Merr. & L.M.Perry
- Syzygium brachyrachis Merr. & L.M.Perry
- Syzygium brachythyrsum Merr. & L.M.Perry
- Syzygium brachyurum Merr.
- Syzygium brackenridgei (A.Gray) Müll.Stuttg.
- Syzygium bracteosum Merr. & L.M.Perry
- Syzygium branderhorstii Lauterb.
- Syzygium brassii Merr. & L.M.Perry
- Syzygium brevicymum (Diels) Merr. & L.M.Perry
- Syzygium brevifolium (A.Gray) Müll.Stuttg.
- Syzygium brevioperculatum J.W.Dawson
- Syzygium brevipaniculatum (Merr.) Merr.
- Syzygium brevipes (Brongn. & Gris) J.W.Dawson
- Syzygium brittonianum (C.B.Rob.) Merr.
- Syzygium brongniartii (Merr. & L.M.Perry) J.W.Dawson
- Syzygium brousmichei Govaerts
- Syzygium bruynii (Diels) Merr. & L.M.Perry
- Syzygium bubengense C.Chen
- Syzygium buettnerianum (K.Schum.) Nied.
- Syzygium bujangii P.S.Ashton
- Syzygium bullockii (Hance) Merr. & L.M.Perry
- Syzygium bungadinnia (F.M.Bailey) B.Hyland
- Syzygium burepense T.G.Hartley & L.M.Perry
- Syzygium burkillianum (King) I.M.Turner
- Syzygium busuense T.G.Hartley & L.M.Perry
- Syzygium buxifolioideum H.T.Chang & R.H.Miao
- Syzygium buxifolium Hook. & Arn.
- Syzygium cacuminis (Craib) Chantaran. & J.Parn.
- Syzygium cagayanense (Merr.) Merr.
- Syzygium calcadense (Bedd.) Chandrash.
- Syzygium calcicola (Merr.) Merr.
- Syzygium calcimontanum P.S.Ashton
- Syzygium calleryanum (C.B.Rob.) Merr.
- Syzygium callianthum Merr. & L.M.Perry
- Syzygium calophyllifolium (Wight) Walp.
- Syzygium calubcob (C.B.Rob.) Merr.
- Syzygium calyptrocalyx P.S.Ashton
- Syzygium cambodianum (Gagnep.) Merr. & L.M.Perry
- Syzygium cameronum I.M.Turner
- Syzygium camptodromum Merr. & L.M.Perry
- Syzygium camptophyllum (M.R.Hend.) I.M.Turner
- Syzygium campylocarpum (Gagnep.) Merr. & L.M.Perry
- Syzygium candelabriforme (C.B.Rob.) Merr.
- Syzygium canicortex B.Hyland
- Syzygium capillaceum (Brongn. & Gris) J.W.Dawson
- Syzygium capitatum (Merr.) Merr. & L.M.Perry
- Syzygium capituliferum Merr. & L.M.Perry
- Syzygium capoasense (Merr.) Merr.
- Syzygium cardiophyllum (Merr.) Merr.
- Syzygium caroli Diels
- Syzygium carolinense (Koidz.) Hosok.
- Syzygium carrii T.G.Hartley & L.M.Perry
- Syzygium cartilagineum Merr. & L.M.Perry
- Syzygium caryophyllatum (L.) Alston
- Syzygium caryophylliflorum (Ridl.) Merr. & L.M.Perry
- Syzygium caryophylloides (Lauterb.) Merr. & L.M.Perry
- Syzygium casiguranense (Quisumb.) Merr.
- Syzygium castaneum (Merr.) Merr. & L.M.Perry
- Syzygium cathayense Merr. & L.M.Perry
- Syzygium caudatilimbum (Merr.) Merr. & L.M.Perry
- Syzygium caudatum (Merr.) Airy Shaw
- Syzygium cauliflorum T.G.Hartley & L.M.Perry
- Syzygium cavitense Merr.
- Syzygium cephalophorum (Ridl.) Merr. & L.M.Perry
- Syzygium chaii P.S.Ashton
- Syzygium chamaebuxus Diels
- Syzygium championii (Benth.) Merr. & L.M.Perry
- Syzygium chandrasekharanii Chandrab. & V.Chandras.
- Syzygium chanlos (Gagnep.) Merr. & L.M.Perry
- Syzygium chavaran (Bourd.) Gamble
- Syzygium chloranthum (Duthie) Merr. & L.M.Perry
- Syzygium chloroleucum (King) Masam.
- Syzygium christmannii Merr. & L.M.Perry
- Syzygium christophersenii Whistler
- Syzygium chunianum Merr. & L.M.Perry
- Syzygium ciliatosetosum (Merr.) Merr.
- Syzygium cinctum Merr. & L.M.Perry
- Syzygium cinereum (Kurz) Chantaran. & J.Parn.
- Syzygium cinnamomeum (Vidal) Merr.
- Syzygium circumscissum (Gagnep.) Craven & Biffin
- Syzygium cladopterum (Diels) Merr. & L.M.Perry
- Syzygium clavellatum (Merr.) Merr.
- Syzygium claviflorum (Roxb.) Wall. ex A.M.Cowan & Cowan
- Syzygium clementis (C.B.Rob.) Merr.
- Syzygium cleyerifolium (Yatabe) Makino
- Syzygium clusiifolium (A.Gray) Müll.Stuttg.
- Syzygium clypeolatum (Ridl.) I.M.Turner
- Syzygium coalitum (Greves) T.G.Hartley & L.M.Perry
- Syzygium coccineum J.W.Dawson
- Syzygium combretiflorum (Diels) Merr. & L.M.Perry
- Syzygium commersonii J.Guého & A.J.Scott
- Syzygium compongense (Gagnep.) Merr. & L.M.Perry
- Syzygium conceptionis Guillaumin
- Syzygium concinnum (A.C.Sm.) Craven & Biffin
- Syzygium condensatum (Baker) Labat & Schatz
- Syzygium confertiflorum (A.Gray) Müll.Stuttg.
- Syzygium confertum (Korth.) Merr. & L.M.Perry
- Syzygium confusum (Blume) Bakh.f.
- Syzygium congestiflorum H.T.Chang & R.H.Miao
- Syzygium congestum (Merr.) Merr.
- Syzygium conglobatum Merr.
- Syzygium conglomeratum (Duthie) I.M.Turner
- Syzygium congolense Vermoesen
- Syzygium conicum Korth.
- Syzygium consanguineum (Merr.) Merr.
- Syzygium consimile Merr.
- Syzygium conspersipunctatum (Merr. & L.M.Perry) Craven & Biffin
- Syzygium contractum (Poir.) J.Guého & A.J.Scott
- Syzygium copelandii (C.B.Rob.) Merr.
- Syzygium cordatilimbum (Merr.) Merr.
- Syzygium cordatum Hochst. ex Krauss
- Syzygium cordemoyi J.Bosser & Cadet
- Syzygium cordifoliatum (Ridl.) I.M.Turner
- Syzygium cordifolium (Wight) Walp.
- Syzygium coriaceum Bosser & J.Guého
- Syzygium cormiflorum (F.Muell.) B.Hyland
- Syzygium cornifolium (Blume) Merr. & L.M.Perry
- Syzygium cornuflorum P.S.Ashton
- Syzygium corticopapyraceum (Elmer) Merr.
- Syzygium corticosum (Lour.) Merr. & L.M.Perry
- Syzygium corymbosum (Blume) DC.
- Syzygium corynanthum (F.Muell.) L.A.S.Johnson
- Syzygium corynocarpum (A.Gray) Müll.Stuttg.
- Syzygium costulatum (C.B.Rob.) Merr.
- Syzygium courtallense (Gamble) Alston
- Syzygium craibii Chantaran. & J.Parn.
- Syzygium crassibracteatum (Merr.) Merr.
- Syzygium crassiflorum Merr. & L.M.Perry
- Syzygium crassilimbum (Merr.) Merr.
- Syzygium crassipes (C.B.Rob.) Merr.
- Syzygium crassissimum (Merr.) Merr.
- Syzygium cratermontensis W.N.Takeuchi
- Syzygium creaghii (Ridl.) Merr. & L.M.Perry
- Syzygium crebrinerve (C.T.White) L.A.S.Johnson
- Syzygium cruriflorum Diels
- Syzygium crypteronioides P.S.Ashton
- Syzygium cumini (L.) Skeels – czapetka kuminowa
- Syzygium cuneatum (Blume) Masam.
- Syzygium cuneiforme Merr. & L.M.Perry
- Syzygium curranii (C.B.Rob.) Merr.
- Syzygium curtiflorum (Elmer) Merr.
- Syzygium curtisii (King) Merr. & L.M.Perry
- Syzygium curvistylum (Gillespie) Merr. & L.M.Perry
- Syzygium cuttingii Merr. & L.M.Perry
- Syzygium cyanophyllum (P.C.Kanjilal & D.Das) Raizada
- Syzygium cylindricum (Wight) Alston
- Syzygium cymosum (Lam.) DC.
- Syzygium cyrtophylloides (Ridl.) I.M.Turner
- Syzygium danguyanum (H.Perrier) Labat & Schatz
- Syzygium dansiei B.Hyland
- Syzygium daphne (Ridl.) Merr. & L.M.Perry
- Syzygium dasyphyllum Merr. & L.M.Perry
- Syzygium davaoense (Elmer) Merr.
- Syzygium dealbatum (Burkill) A.C.Sm.
- Syzygium decipiens (Koord. & Valeton) Merr. & L.M.Perry
- Syzygium decoriflorum (Diels) Merr. & L.M.Perry
- Syzygium decussatum (A.C.Sm.) Biffin & Craven
- Syzygium delicatulum Merr. & L.M.Perry
- Syzygium dempoense (Greves) Govaerts
- Syzygium densiflorum Wall. ex Wight & Arn.
- Syzygium densinervium (Merr.) Merr.
- Syzygium deplanchei (Guillaumin) J.W.Dawson
- Syzygium dictyoneurum Diels
- Syzygium dielsianum Merr. & L.M.Perry
- Syzygium diffusiflorum Merr.
- Syzygium diffusum (Turrill) Merr. & L.M.Perry
- Syzygium diospyrifolium (Wall. ex Duthie) S.N.Mitra
- Syzygium discophorum (Koord. & Valeton) Amshoff
- Syzygium dispansum (Ridl.) Craven & Biffin
- Syzygium divaricatum (Merr. & L.M.Perry) Craven & Biffin
- Syzygium dolichophyllum (K.Schum. & Lauterb.) Merr. & L.M.Perry
- Syzygium dolichorhynchum Diels
- Syzygium dolichostylum (Diels) Merr. & L.M.Perry
- Syzygium dubium (L.M.Perry) A.C.Sm.
- Syzygium duplomarginatum (Greves) Merr. & L.M.Perry
- Syzygium dupontii (Baker) Govaerts
- Syzygium durifolium Merr. & L.M.Perry
- Syzygium durum (Merr.) Merr.
- Syzygium duthieanum (King) Masam.
- Syzygium dyerianum (King) Chantaran. & J.Parn.
- Syzygium ebaloii Merr.
- Syzygium eburneum (Gagnep.) Merr. & L.M.Perry
- Syzygium ecostulatum (Elmer) Merr.
- Syzygium effusum (A.Gray) Müll.Stuttg.
- Syzygium elegans (Brongn. & Gris) J.W.Dawson
- Syzygium elliptifolium (Merr.) Merr.
- Syzygium elliptilimbum (Merr.) Merr. & L.M.Perry
- Syzygium elopurae (Ridl.) Merr. & L.M.Perry
- Syzygium embelioides (Ridl.) Masam.
- Syzygium emirnense (Baker) Labat & Schatz
- Syzygium endertii Merr. & L.M.Perry
- Syzygium endophloium B.Hyland
- Syzygium erythranthum Merr. & L.M.Perry
- Syzygium erythrocalyx (C.T.White) B.Hyland
- Syzygium erythrodoxum (S.Moore) B.Hyland
- Syzygium erythropetalum T.G.Hartley & L.M.Perry
- Syzygium escritorii Merr.
- Syzygium eucalyptoides (F.Muell.) B.Hyland
- Syzygium eugeniiforme P.S.Ashton
- Syzygium eugenioides (F.Muell.) Biffin & Craven
- Syzygium euneuron Miq.
- Syzygium euonymifolium (F.P.Metcalf) Merr. & L.M.Perry
- Syzygium euphlebium (Hayata) Mori
- Syzygium evenulosum Merr. & L.M.Perry
- Syzygium everettii (C.B.Rob.) Merr.
- Syzygium exiguifolium Merr. & L.M.Perry
- Syzygium eximiiflorum (Diels) Merr. & L.M.Perry
- Syzygium faciflorum P.S.Ashton
- Syzygium fastigiatum (Blume) Merr. & L.M.Perry
- Syzygium fenicis (C.B.Rob.) Merr.
- Syzygium fergusonii (Trimen) Gamble
- Syzygium fibrosum (F.M.Bailey) T.G.Hartley & L.M.Perry
- Syzygium fijiense L.M.Perry
- Syzygium filicaudum Merr. & L.M.Perry
- Syzygium filiflorum J.W.Dawson
- Syzygium filiforme Chantaran. & J.Parn.
- Syzygium filipes Merr.
- Syzygium finetii (Gagnep.) Merr. & L.M.Perry
- Syzygium finisterrae (Lauterb.) Merr. & L.M.Perry
- Syzygium fischeri (Merr.) Merr.
- Syzygium flagrimonte P.S.Ashton
- Syzygium flavescens Merr. & L.M.Perry
- Syzygium flavidum T.G.Hartley & L.M.Perry
- Syzygium floribundum F.Muell.
- Syzygium flosculiferum (M.R.Hend.) Sreek.
- Syzygium fluviatile (Hemsl.) Merr. & L.M.Perry
- Syzygium fluvicola (T.G.Hartley & Craven) Craven & Biffin
- Syzygium formosanum (Hayata) Mori
- Syzygium formosum (Wall.) Masam.
- Syzygium forrestii Merr. & L.M.Perry
- Syzygium forte (F.Muell.) B.Hyland
- Syzygium fossiramulosum P.S.Ashton
- Syzygium foxworthianum (Ridl.) Merr. & L.M.Perry
- Syzygium foxworthyi (Elmer) Merr.
- Syzygium francisii (F.M.Bailey) L.A.S.Johnson
- Syzygium fraternum Miq.
- Syzygium fratris Craven
- Syzygium frutescens Brongn. & Gris
- Syzygium fruticosum DC.
- Syzygium fullagarii (F.Muell.) Craven
- Syzygium fulvotomentosum P.S.Ashton
- Syzygium furfuraceum Merr. & L.M.Perry
- Syzygium fuscescens (Craib) Chantaran. & J.Parn.
- Syzygium fusticuliferum (Ridl.) Merr. & L.M.Perry
- Syzygium gageanum (King) I.M.Turner
- Syzygium ganophyllum Diels
- Syzygium garciae (Merr.) Merr.
- Syzygium garciniifolium (King) Merr. & L.M.Perry
- Syzygium garcinioides (Ridl.) Merr. & L.M.Perry
- Syzygium gardneri Thwaites
- Syzygium gaultherioides (Ridl.) Merr. & L.M.Perry
- Syzygium georgeae P.S.Ashton
- Syzygium germainii Amshoff
- Syzygium gerrardii (Harv. ex Hook.f.) Burtt Davy
- Syzygium gigantifolium (Merr.) Merr.
- Syzygium gillespiei Merr. & L.M.Perry
- Syzygium gilletii De Wild.
- Syzygium giorgii De Wild.
- Syzygium gitingense (Elmer) Merr.
- Syzygium gjellerupii Lauterb.
- Syzygium glabratum (DC.) Veldkamp
- Syzygium gladiatum (Ridl.) Merr. & L.M.Perry
- Syzygium glanduligerum (Ridl.) Merr. & L.M.Perry
- Syzygium glaucissimum (Haines) Rathakr. & N.C.Nair
- Syzygium glaucum (King) Chantaran. & J.Parn.
- Syzygium glenum Craven
- Syzygium globiflorum (Craib) Chantaran. & J.Parn.
- Syzygium globosum (Elmer) Merr.
- Syzygium glomeratum (Lam.) DC.
- Syzygium glomerulatum (Gagnep.) Merr. & L.M.Perry
- Syzygium glomeruliferum Amshoff
- Syzygium gonatanthum (Diels) Merr. & L.M.Perry
- Syzygium goniocalyx (Lauterb.) Merr. & L.M.Perry
- Syzygium goniopterum (Diels) Merr. & L.M.Perry
- Syzygium gonshanense P.Y.Bai
- Syzygium goodenovii (King) Masam.
- Syzygium gracilipaniculum P.S.Ashton
- Syzygium gracilipes (A.Gray) Merr. & L.M.Perry
- Syzygium graeffei Whistler
- Syzygium graeme-andersoniae (Ridl.) I.M.Turner
- Syzygium grande (Wight) Walp.
- Syzygium graveolens (F.M.Bailey) Craven & Biffin
- Syzygium grayi (Seem.) Merr. & L.M.Perry
- Syzygium grevesianum Merr. & L.M.Perry
- Syzygium griffithii (Duthie) Merr. & L.M.Perry
- Syzygium grijsii (Hance) Merr. & L.M.Perry
- Syzygium griseum (C.B.Rob.) Airy Shaw
- Syzygium guangxiense H.T.Chang & R.H.Miao
- Syzygium guehoi Bosser & Florens
- Syzygium guillauminii J.W.Dawson
- Syzygium guineense (Willd.) DC.
- Syzygium gustavioides (F.M.Bailey) B.Hyland
- Syzygium gyrostemoneum Diels
- Syzygium hainanense H.T.Chang & R.H.Miao
- Syzygium halophilum (Merr.) Masam.
- Syzygium hancei Merr. & L.M.Perry
- Syzygium handelii Merr. & L.M.Perry
- Syzygium haniffii (M.R.Hend.) I.M.Turner
- Syzygium harmandii (Gagnep.) Merr. & L.M.Perry
- Syzygium havilandii (Merr.) Merr. & L.M.Perry
- Syzygium hebephyllum Melville
- Syzygium hedraiophyllum (F.Muell.) Craven & Biffin
- Syzygium helferi (Duthie) Chantaran. & J.Parn.
- Syzygium heloanthum Diels
- Syzygium hemilamprum (F.Muell.) Craven & Biffin
- Syzygium hemisphericum (Wight) Alston
- Syzygium hemsleyanum (King) Chantaran. & J.Parn.
- Syzygium hendersonii Merr.
- Syzygium heterobotrys Merr. & L.M.Perry
- Syzygium hirtum (Korth.) Merr. & L.M.Perry
- Syzygium hodgkinsoniae (F.Muell.) L.A.S.Johnson
- Syzygium homichlophilum Diels
- Syzygium hoseanum (King) Merr. & L.M.Perry
- Syzygium houttuynii Merr. & L.M.Perry
- Syzygium houttuyniifolia P.S.Ashton
- Syzygium howii Merr. & L.M.Perry
- Syzygium hughcumingii Merr.
- Syzygium hulletianum (King) Chantaran. & J.Parn.
- Syzygium humblotii Labat & Schatz
- Syzygium hutchinsonii (C.B.Robinson) Merr.
- Syzygium hylochare (Diels) Merr. & L.M.Perry
- Syzygium hylophilum (K.Schum. & Lauterb.) Merr. & L.M.Perry
- Syzygium hypsipetes Airy Shaw
- Syzygium idrisii P.S.Ashton
- Syzygium iliasii P.S.Ashton
- Syzygium ilocanum (Merr.) Merr.
- Syzygium imitans Merr. & L.M.Perry
- Syzygium imperiale P.S.Ashton
- Syzygium impressum N.H.Xia, Y.F.Deng & K.L.Yip
- Syzygium inasense (King) I.M.Turner
- Syzygium incarnatum (Elmer) Merr. & L.M.Perry
- Syzygium incrassatum (Elmer) Merr.
- Syzygium infrarubiginosum H.T.Chang & R.H.Miao
- Syzygium ingens (F.Muell. ex C.Moore) Craven & Biffin
- Syzygium inophylloides (A.Gray) Müll.Stuttg.
- Syzygium inophyllum DC.
- Syzygium inopinatum Amshoff
- Syzygium insigne (Blume) Merr. & L.M.Perry
- Syzygium insulare T.G.Hartley & L.M.Perry
- Syzygium × intermedium Engl. & Brehmer
- Syzygium intumescens (C.B.Rob.) Merr.
- Syzygium isabelense (Quisumb.) Merr.
- Syzygium iteophyllum Diels
- Syzygium iwahigense (Elmer) Merr.
- Syzygium ixoroides Chantaran. & J.Parn.
- Syzygium jaffrei J.W.Dawson
- Syzygium jaheri Merr. & L.M.Perry
- Syzygium jainii Harid. & R.R.Rao
- Syzygium jambos (L.) Alston – czapetka jambos
- Syzygium jasminifolium (Ridl.) Chantaran. & J.Parn.
- Syzygium jienfunicum H.T.Chang & R.H.Miao
- Syzygium johnsonii (F.Muell.) B.Hyland
- Syzygium kabaense (Greves) Govaerts
- Syzygium kajewskii Guillaumin
- Syzygium kalahiense Korth.
- Syzygium kanarense (Talbot) Raizada
- Syzygium kanneliyensis Kosterm.
- Syzygium karimatense Merr. & L.M.Perry
- Syzygium kemamanense (M.R.Hend.) I.M.Turner
- Syzygium keroanthum (Diels) Merr. & L.M.Perry
- Syzygium kerrii Chantaran. & J.Parn.
- Syzygium kerstingii Engl.
- Syzygium keysseri (Schltr. ex Diels) Merr. & L.M.Perry
- Syzygium khaoyaiense (Chantaranothai & J.Parn.) Craven & Biffin
- Syzygium khasianum (Duthie) N.P.Balakr.
- Syzygium khoonmengianum P.S.Ashton
- Syzygium kiahii (M.R.Hend.) I.M.Turner
- Syzygium kiauense (Merr.) Merr. & L.M.Perry
- Syzygium kietanum Rech.
- Syzygium kinabaluense (Stapf) Merr. & L.M.Perry
- Syzygium kipidamasii W.N.Takeuchi
- Syzygium klampok (Miq.) Amshoff
- Syzygium klossii (Ridl.) Masam.
- Syzygium koghianum Petitm. & Bonati
- Syzygium koniamboense J.W.Dawson
- Syzygium koordersianum (King) I.M.Turner
- Syzygium korthalsianum (Miq.) Miq.
- Syzygium koumacense J.W.Dawson
- Syzygium kriegeri (Guillaumin) J.W.Dawson
- Syzygium kudatense P.S.Ashton
- Syzygium kuebiniense J.W.Dawson
- Syzygium kunstleri (King) Bahadur & R.C.Gaur
- Syzygium kuranda (F.M.Bailey) B.Hyland
- Syzygium kurzii (Duthie) N.P.Balakr.
- Syzygium kusukusuense (Hayata) Mori
- Syzygium kwangtungense (Merr.) Merr.
- Syzygium lacustre (C.B.Rob.) Merr.
- Syzygium laetum (Buch.-Ham.) Gandhi
- Syzygium laeve (Montrouz.) Govaerts
- Syzygium lagerstmemioides Merr. & L.M.Perry
- Syzygium lakshnakarae Chantaran. & J.Parn.
- Syzygium lambirense P.S.Ashton
- Syzygium lamii Merr. & L.M.Perry
- Syzygium lamprophyllum Diels
- Syzygium lanceolarium (Roxb.) N.P.Balakr.
- Syzygium lanceolatum (Lam.) Wight & Arn.
- Syzygium lancilimbum (Merr.) Merr.
- Syzygium laqueatum Merr. & L.M.Perry
- Syzygium lasianthifolium H.T.Chang & R.H.Miao
- Syzygium lateriflorum Brongn. & Gris
- Syzygium latifolium (Poir.) DC.
- Syzygium laurifolium (DC.) N.P.Balakr.
- Syzygium laxeracemosum (Guillaumin) J.W.Dawson
- Syzygium laxiflorum (Blume) DC.
- Syzygium lecardii Guillaumin
- Syzygium legatii Burtt Davy & Greenway
- Syzygium lehuntii (F.M.Bailey) Merr. & L.M.Perry
- Syzygium lenbrassii Craven & Biffin
- Syzygium leonhardii (Diels) Merr. & L.M.Perry
- Syzygium leptoneurum Diels
- Syzygium leptophlebium Diels
- Syzygium leptopodium Merr. & L.M.Perry
- Syzygium leptostachyum (Blume) Merr. & L.M.Perry
- Syzygium leptostemon (Korth.) Merr. & L.M.Perry
- Syzygium leucanthum L.M.Perry
- Syzygium leucocladum Merr. & L.M.Perry
- Syzygium leucoxylon Korth.
- Syzygium levinei (Merr.) Merr.
- Syzygium lewisii Alston
- Syzygium leytense (Elmer) Merr.
- Syzygium lifuanum Däniker
- Syzygium lilacinum (Merr.) Merr. & L.M.Perry
- Syzygium lineatum (DC.) Merr. & L.M.Perry
- Syzygium linocieroideum (King) I.M.Turner
- Syzygium littorale (Blume) Amshoff
- Syzygium llanosii (Merr.) Merr.
- Syzygium loiseleurioides (Baker) Govaerts
- Syzygium longifolium (Brongn. & Gris) J.W.Dawson
- Syzygium longipedicellatum (Merr.) Merr.
- Syzygium longipes Merr. & L.M.Perry
- Syzygium longissimum (Merr.) Merr.
- Syzygium longistylum (Merr.) Merr.
- Syzygium lorentzianum Lauterb.
- Syzygium lorofolium Merr.
- Syzygium ludovicii N.Snow
- Syzygium luehmannii (F.Muell.) L.A.S.Johnson
- Syzygium lugubre (H.Perrier) Labat & Schatz
- Syzygium lunduense (Merr.) Merr. & L.M.Perry
- Syzygium luteum (C.B.Rob.) Merr.
- Syzygium luzonense (Merr.) Merr.
- Syzygium macgregorii (C.B.Rob.) Merr.
- Syzygium macilwraithianum B.Hyland
- Syzygium mackinnonianum (B.Hyland) Craven & Biffin
- Syzygium macranthum Brongn. & Gris
- Syzygium macrocalyx Merr. & L.M.Perry
- Syzygium macromyrtus (Koord. & Valeton) Merr. & L.M.Perry
- Syzygium madangense T.G.Hartley & L.M.Perry
- Syzygium magnoliifolium (Blume) DC.
- Syzygium maingayi Chantaran. & J.Parn.
- Syzygium mainitense (Elmer) Merr.
- Syzygium maire (A.Cunn.) Sykes & Garn.-Jones
- Syzygium makul Gaertn.
- Syzygium malabaricum (Bedd.) Gamble
- Syzygium malaccense (L.) Merr. & L.M.Perry – czapetka malajska
- Syzygium malagsam (Elmer) Merr.
- Syzygium mamillatum Bosser & J.Guého
- Syzygium mananquil (Blanco) Merr.
- Syzygium manii (King) N.P.Balakr.
- Syzygium maraca Craven & Biffin
- Syzygium marginatum Korth.
- Syzygium martelinoi (Merr.) Merr.
- Syzygium masukuense (Baker) R.E.Fr.
- Syzygium mauritianum J.Guého & A.J.Scott
- Syzygium mauritsii Govaerts
- Syzygium medium (Korth.) Merr. & L.M.Perry
- Syzygium megacarpum (Craib) Rathakr. & N.C.Nair
- Syzygium megalanthum (C.B.Rob.) Merr.
- Syzygium megalospermum (K.Schum. & Lauterb.) Merr. & L.M.Perry
- Syzygium megistophyllum Merr. & L.M.Perry
- Syzygium mekongense (Gagnep.) Merr. & L.M.Perry
- Syzygium melanophilum H.T.Chang & R.H.Miao
- Syzygium melanostictum (Miq.) Craven & Biffin
- Syzygium melastomifolium (Blume) Veldkamp
- Syzygium melliodorum (C.B.Rob.) Merr.
- Syzygium meorianum J.W.Dawson
- Syzygium merokense (Greves) Merr. & L.M.Perry
- Syzygium merrittianum (C.B.Rob.) Merr.
- Syzygium micans Brongn. & Gris
- Syzygium micklethwaitii Verdc.
- Syzygium micrandrum (Ridl.) Merr. & L.M.Perry
- Syzygium micranthum Thwaites
- Syzygium microcymum (Koord. & Valeton) Amshoff
- Syzygium microphyllum Gamble
- Syzygium micropodum (Baker) Labat & Schatz
- Syzygium millsii (M.R.Hend.) I.M.Turner
- Syzygium mimicum (Merr.) Merr.
- Syzygium mindorense (C.B.Rob.) Masam.
- Syzygium minimum (Blume) Airy Shaw
- Syzygium minus A.C.Sm.
- Syzygium minutiflorum Miq.
- Syzygium minutuliflorum (F.Muell.) B.Hyland
- Syzygium mirabile (Merr.) Merr.
- Syzygium mirandae (Merr.) Merr.
- Syzygium mishmiense Chatterjee
- Syzygium monetarium (Ridl.) Merr. & L.M.Perry
- Syzygium monimioides Craven
- Syzygium monospermum Craven
- Syzygium monticola Merr. & L.M.Perry
- Syzygium montis-adam Kosterm.
- Syzygium moorei (F.Muell.) L.A.S.Johnson
- Syzygium mouanum Guillaumin
- Syzygium moultonii (Merr.) Merr. & L.M.Perry
- Syzygium muelleri (Miq.) Miq.
- Syzygium mulgraveanum (B.Hyland) Craven & Biffin
- Syzygium multibracteolatum (Merr.) Merr. & L.M.Perry
- Syzygium multiglandulosum Merr. & L.M.Perry
- Syzygium multinerve (C.B.Rob.) Merr.
- Syzygium multipetalum Pancher ex Brongn. & Gris
- Syzygium multipuncticulatum Merr.
- Syzygium mundagam (Bourd.) Chithra
- Syzygium munronii (Wight) N.P.Balakr.
- Syzygium myhendrae (Bedd. ex Brandis) Gamble
- Syzygium myriadenum Merr. & L.M.Perry
- Syzygium myrianthum (King) I.M.Turner
- Syzygium myrsinifolium (Hance) Merr. & L.M.Perry
- Syzygium myrtifolium Walp.
- Syzygium myrtilloides Merr. & L.M.Perry
- Syzygium myrtillus (Stapf) Merr. & L.M.Perry
- Syzygium myrtoides (A.Gray) R.Schmid
- Syzygium naiadum (Diels) Merr. & L.M.Perry
- Syzygium nandarivatense (Gillespie) L.M.Perry
- Syzygium nanpingense Y.Y.Qian
- Syzygium nanum J.W.Dawson
- Syzygium napiforme (Koord. & Valeton) Merr. & L.M.Perry
- Syzygium neepau Guillaumin
- Syzygium neesianum Arn.
- Syzygium nemestrinum (M.R.Hend.) I.M.Turner
- Syzygium nemorale Merr. & L.M.Perry
- Syzygium neocaledonicum (Seem.) J.W.Dawson
- Syzygium neriifolium Becc. ex Merr. & L.M.Perry
- Syzygium nervosum A.Cunn. ex DC.
- Syzygium neurocalyx (A.Gray) Christoph.
- Syzygium neurophyllum N.Snow
- Syzygium ngadimanianum (M.R.Hend.) I.M.Turner
- Syzygium ngoyense (Schltr.) Guillaumin
- Syzygium nicobaricum (King) Rathakr. & N.C.Nair
- Syzygium nidie Guillaumin
- Syzygium nigrans (Gagnep.) Craven & Biffin
- Syzygium nigricans (King) Merr. & L.M.Perry
- Syzygium nigropunctatum Merr. & L.M.Perry
- Syzygium nitens J.W.Dawson
- Syzygium nitidulum (Ridl.) I.M.Turner
- Syzygium nitidum Benth.
- Syzygium nitrasirirakii Chantaran. & J.Parn.
- Syzygium nomoa Guillaumin
- Syzygium normanbiensc T.G.Hartley & L.M.Perry
- Syzygium novoguineense Merr. & L.M.Perry
- Syzygium nummularium Airy Shaw
- Syzygium nutans Merr. & L.M.Perry
- Syzygium oblanceolatum (C.B.Rob.) Merr.
- Syzygium oblancilimbum H.T.Chang & R.H.Miao
- Syzygium oblatum (Roxb.) Wall. ex A.M.Cowan & Cowan
- Syzygium obliquinervium (Elmer) Merr.
- Syzygium oblongifolium (Gillespie) Merr. & L.M.Perry
- Syzygium occidentale (Bourd.) D.N.Gandhi
- Syzygium occlusum Miq.
- Syzygium odoardoi Merr. & L.M.Perry
- Syzygium odoratum (Lour.) DC.
- Syzygium oleosum (F.Muell.) B.Hyland
- Syzygium oligadelphum (Christoph.) Merr. & L.M.Perry
- Syzygium oliganthum Thwaites
- Syzygium oligomyrum Diels
- Syzygium onesimum Merr. & L.M.Perry
- Syzygium onivense (H.Perrier) Labat & Schatz
- Syzygium oreophilum I.M.Turner
- Syzygium orites (Ridl.) I.M.Turner
- Syzygium orthoneurum Diels
- Syzygium ovale Korth.
- Syzygium ovalifolium (Blume) Merr. & L.M.Perry
- Syzygium owariense (P.Beauv.) Benth.
- Syzygium oxyphyllum Diels
- Syzygium pachyanthum (Diels) Merr. & L.M.Perry
- Syzygium pachycladum (K.Schum. & Lauterb.) Merr. & L.M.Perry
- Syzygium pachyphyllum (Kurz) Merr. & L.M.Perry
- Syzygium pachyrrachis Amshoff
- Syzygium pachysarcum (Gagnep.) Merr. & L.M.Perry
- Syzygium pachysepalum Merr. & L.M.Perry
- Syzygium pahangense (Ridl.) I.M.Turner
- Syzygium palauense (Kaneh.) Hosok.
- Syzygium palawanense (C.B.Rob.) Merr. & L.M.Perry
- Syzygium palembanicum Miq.
- Syzygium palghatense Gamble
- Syzygium pallens Merr. & L.M.Perry
- Syzygium pallidilimbum Merr. & L.M.Perry
- Syzygium pallidulum (Ridl.) I.M.Turner
- Syzygium pallidum Merr.
- Syzygium paludosum P.S.Ashton
- Syzygium panayense (Merr.) Merr.
- Syzygium pancheri Brongn. & Gris
- Syzygium panduriforme (Elmer) Merr.
- Syzygium paniculatum Gaertn.
- Syzygium paniense (Baker F.) J.W.Dawson
- Syzygium panzeri Merr. & L.M.Perry
- Syzygium papillosum (Duthie) Merr. & L.M.Perry
- Syzygium papyraceum B.Hyland
- Syzygium paradoxum (Merr.) Masam.
- Syzygium paraiense Merr. & L.M.Perry
- Syzygium parameswaranii M.Mohanan & A.N.Henry
- Syzygium parkeri (Baker) Labat & Schatz
- Syzygium parvicarpum J.W.Dawson
- Syzygium parvifolium (Engl.) Mildbr.
- Syzygium parvulum Mildbr. ex Amshoff
- Syzygium pascasioii (Merr.) Merr.
- Syzygium patens Korth.
- Syzygium patentinerve Christoph.
- Syzygium pauciflorum Merr. & L.M.Perry
- Syzygium paucipunctatum (Koord. & Valeton) Merr. & L.M.Perry
- Syzygium paucivenium (C.B.Rob.) Merr.
- Syzygium pauper (Ridl.) I.M.Turner
- Syzygium peekelii Diels
- Syzygium pellucidum (Duthie) N.P.Balakr.
- Syzygium penasii (Merr.) Merr.
- Syzygium pendens (Duthie) I.M.Turner
- Syzygium pendulinum J.W.Dawson
- Syzygium penibukanense Merr. & L.M.Perry
- Syzygium pennelii (Guillaumin) J.W.Dawson
- Syzygium perakense (King) I.M.Turner
- Syzygium peregrinum (Blume) Merr. & L.M.Perry
- Syzygium pergamaceum (Greves) Merr. & L.M.Perry
- Syzygium pergamentaceum (King) Chantaran. & J.Parn.
- Syzygium periyarensis Augustine & Sasidh.
- Syzygium perparvifolium (Merr.) Merr. & L.M.Perry
- Syzygium perryae I.M.Turner
- Syzygium perspicuinervium (Merr.) Masam.
- Syzygium petakense Merr. & L.M.Perry
- Syzygium petelotii Merr. & L.M.Perry
- Syzygium petraeum Diels
- Syzygium petrinense Bosser & J.Guého
- Syzygium petrophilum Merr. & L.M.Perry
- Syzygium phacelanthum (Diels) Merr. & L.M.Perry
- Syzygium phaeophyllum Merr. & L.M.Perry
- Syzygium phaeostictum Merr. & L.M.Perry
- Syzygium phanerophlebium (C.B.Rob.) Merr.
- Syzygium phengklaii (Chantar. & J.Parn.) Craven & Biffin
- Syzygium philippinense (C.B.Rob.) Merr.
- Syzygium phillyreifolium (Baker) Labat & Schatz
- Syzygium phryganodes Merr. & L.M.Perry
- Syzygium pierrei (Gagnep.) Merr. & L.M.Perry
- Syzygium pilgerianum (K.Schum. & Lauterb.) Merr. & L.M.Perry
- Syzygium piluliferum Craven & Biffin
- Syzygium platycarpum (Diels) Merr. & L.M.Perry
- Syzygium platypodum Diels
- Syzygium plumbeum (King) I.M.Turner
- Syzygium plumeum (Ridl.) Merr. & L.M.Perry
- Syzygium pluviatile T.G.Hartley & L.M.Perry
- Syzygium polisense Merr.
- Syzygium politum (King) I.M.Turner
- Syzygium polyanthum (Wight) Walp.
- Syzygium polycephaloides (C.B.Rob.) Merr.
- Syzygium polycephalum (Miq.) Merr. & L.M.Perry
- Syzygium polycladum Merr. & L.M.Perry
- Syzygium polypetaloideum Merr. & L.M.Perry
- Syzygium polypetalum (Wall.) Merr. & L.M.Perry
- Syzygium polyphlebium (Diels) Merr. & L.M.Perry
- Syzygium pondoense Engl.
- Syzygium pontianakense Merr. & L.M.Perry
- Syzygium populifolium (Baker) J.Guého & A.J.Scott
- Syzygium porphyranthum (Ridl.) I.M.Turner
- Syzygium porphyrocarpum (Greves) Merr. & L.M.Perry
- Syzygium potamicum Kosterm.
- Syzygium poyanum J.W.Dawson
- Syzygium praecox (Roxb.) Rathakr. & N.C.Nair
- Syzygium praestantilimbum P.S.Ashton
- Syzygium praestigiosum (M.R.Hend.) I.M.Turner
- Syzygium praetermissum (Gage) N.P.Balakr.
- Syzygium praineanum (King) Chantaran. & J.Parn.
- Syzygium prasiniflorum (Ridl.) Merr. & L.M.Perry
- Syzygium pringlei (B.Hyland) Craven & Biffin
- Syzygium propinquum (Guillaumin) J.W.Dawson
- Syzygium pseudocalcicola Craven & Biffin
- Syzygium pseudoclaviflorum (M.R.Hend.) I.M.Turner
- Syzygium pseudocrenulatum (M.R.Hend.) I.M.Turner
- Syzygium pseudofastigiatum B.Hyland
- Syzygium pseudoformosum (King) Merr. & L.M.Perry
- Syzygium pseudojambolana Miq.
- Syzygium pseudolaetum (C.E.C.Fisch.) Merr. & L.M.Perry
- Syzygium pseudomalaccense (Vieill. ex Brongn. & Gris) Govaerts
- Syzygium pseudomegistophyllum W.N.Takeuchi
- Syzygium pseudomolle (M.R.Hend.) I.M.Turner
- Syzygium pseudopinnatum Däniker
- Syzygium pterocalyx Brongn. & Gris
- Syzygium pterocarpum (Vieill. ex Pancher & Sebert) Govaerts
- Syzygium pterophorum Merr. & L.M.Perry
- Syzygium pteropodum (K.Schum. & Lauterb.) Merr. & L.M.Perry
- Syzygium puberulum Merr. & L.M.Perry
- Syzygium pulaiense I.M.Turner
- Syzygium pulchellum (Roxb.) Govaerts
- Syzygium pulgarense (C.B.Rob.) Merr.
- Syzygium pullei Diels
- Syzygium punctilimbum (Merr.) Merr. & L.M.Perry
- Syzygium purpureum (L.M.Perry) A.C.Sm.
- Syzygium purpuricarpum N.Snow
- Syzygium purpuriflorum (Elmer) Merr.
- Syzygium pustulatum (Duthie) Merr.
- Syzygium putii Chantaran. & J.Parn.
- Syzygium pycnanthum Merr. & L.M.Perry
- Syzygium pyrifolium (Blume) DC.
- Syzygium pyriforme Merr. & L.M.Perry
- Syzygium pyrocarpum (Greves) Merr. & L.M.Perry
- Syzygium pyrrophloeum Diels
- Syzygium quadrangulare Guillaumin
- Syzygium quadrangulatum (A.Gray) Merr. & L.M.Perry
- Syzygium quadratum (King) I.M.Turner
- Syzygium quadrialatum Teijsm. & Binn.
- Syzygium quadribracteatum (M.R.Hend.) I.M.Turner
- Syzygium quadricostatum P.S.Ashton
- Syzygium racemosum (Blume) DC.
- Syzygium rakotovaoanum N.Snow
- Syzygium rama-varmae (Bourd.) Chithra
- Syzygium rambutyense N.Snow
- Syzygium ramiflorum Airy Shaw
- Syzygium ramilepis J.W.Dawson
- Syzygium ramosii (C.B.Rob.) Merr.
- Syzygium ramosissimum (Blume) N.P.Balakr.
- Syzygium rampans (Baker) J.Guého & A.J.Scott
- Syzygium randianum Merr. & L.M.Perry
- Syzygium rechingeri Merr. & L.M.Perry
- Syzygium recurvovenosum (Lauterb.) Diels
- Syzygium refertum (Craib) Chantaran. & J.Parn.
- Syzygium rehderianum Merr. & L.M.Perry
- Syzygium rejangense Merr. & L.M.Perry
- Syzygium remotifolium (Ridl.) Merr. & L.M.Perry
- Syzygium resa (B.Hyland) Craven & Biffin
- Syzygium reticulatum (Wight) Walp.
- Syzygium retinervium (Merr. & L.M.Perry) Craven & Biffin
- Syzygium revolutum (Wight) Walp.
- Syzygium rheophyticum P.S.Ashton
- Syzygium rhizophorum (Boerl. & Koord.-Schum.) Govaerts
- Syzygium rhomboideum (Ridl.) I.M.Turner
- Syzygium rhopalanthum Schltr.
- Syzygium richardsonianum Merr. & L.M.Perry
- Syzygium richii (A.Gray) Merr. & L.M.Perry
- Syzygium ridleyi (King) Chantaran. & J.Parn.
- Syzygium ridsdalei Craven & N.Snow
- Syzygium rigens (Craib) Chantaran. & J.Parn.
- Syzygium rigidifolium Merr.
- Syzygium riparium (Diels) Merr. & L.M.Perry
- Syzygium ripicola (Craib) Merr. & L.M.Perry
- Syzygium rivulare Vieill. ex Guillaumin
- Syzygium rizalense (Merr.) Merr.
- Syzygium robbinsii T.G.Hartley & L.M.Perry
- Syzygium robertii (Merr.) Merr.
- Syzygium robinsonii (Elmer) Merr.
- Syzygium robustum Miq.
- Syzygium rockii Merr. & L.M.Perry
- Syzygium roemeri (Lauterb.) Merr. & L.M.Perry
- Syzygium rolfei Merr.
- Syzygium rosaceum Diels
- Syzygium rosenbluthii (C.B.Rob.) Merr.
- Syzygium roseomarginatum (C.B.Rob.) Merr. & L.M.Perry
- Syzygium roseum Merr. & L.M.Perry
- Syzygium rostadonis (Ridl.) I.M.Turner
- Syzygium rostratum (Blume) DC.
- Syzygium rosulentum (Ridl.) Merr. & L.M.Perry
- Syzygium rotundifolium Arn.
- Syzygium rowlandii Sprague
- Syzygium rubens (Roxb.) Walp.
- Syzygium rubescens (A.Gray) Müll.Stuttg.
- Syzygium rubicundum Wight & Arn.
- Syzygium rubrimolle B.Hyland
- Syzygium rubropunctatum (Ridl.) Merr. & L.M.Perry
- Syzygium rubropurpureum (C.B.Rob.) Airy Shaw
- Syzygium rubrovenium (C.B.Rob.) Merr.
- Syzygium rugosum Korth.
- Syzygium rumphii (Merr.) Govaerts
- Syzygium rysopodum Merr. & L.M.Perry
- Syzygium sabangense (Lauterb.) Merr. & L.M.Perry
- Syzygium sakalavarum (H.Perrier) Labat & Schatz
- Syzygium salicifolium (Wight) J.Graham
- Syzygium saliciforme Merr. & L.M.Perry
- Syzygium salicinum (Ridl.) Merr. & L.M.Perry
- Syzygium salictoides (Ridl.) I.M.Turner
- Syzygium salignum (Miq.) Rathakr. & N.C.Nair
- Syzygium salomonense (Hemsl.) Merr. & L.M.Perry
- Syzygium salpinganthum (Greves) Merr. & L.M.Perry
- Syzygium salwinense Merr. & L.M.Perry
- Syzygium samarangense (Blume) Merr. & L.M.Perry – czapetka samarangijska
- Syzygium sambiranense (H.Perrier) Labat & Schatz
- Syzygium sambogense T.G.Hartley & L.M.Perry
- Syzygium samoense (Burkill) Whistler
- Syzygium sandwicense (A.Gray) Müll.Stuttg.
- Syzygium santosii (Merr.) Merr.
- Syzygium sarmentosum J.W.Dawson
- Syzygium savaiiense (A.Gray) Müll.Stuttg.
- Syzygium saxatile H.T.Chang & R.H.Miao
- Syzygium sayeri (F.Muell.) B.Hyland
- Syzygium scalarinerve (King) I.M.Turner
- Syzygium schistaceum J.W.Dawson
- Syzygium schlechteri Diels
- Syzygium schlechterianum Hochr.
- Syzygium schmidii Rathakr. & N.C.Nair
- Syzygium schumannianum (Nied.) Diels
- Syzygium schwenckii Teijsm. & Binn.
- Syzygium sclerophyllum Thwaites
- Syzygium scolopophyllum (Ridl.) Masam.
- Syzygium scortechinii (King) Chantaran. & J.Parn.
- Syzygium scytophyllum Diels
- Syzygium seemannianum Merr. & L.M.Perry
- Syzygium seemannii (A.Gray) Biffin & Craven
- Syzygium selukaifolium P.S.Ashton
- Syzygium sessililimbum (Merr.) Merr.
- Syzygium setosum (King) I.M.Turner
- Syzygium sexangulatum (Miq.) Amshoff
- Syzygium sharonae B.Hyland
- Syzygium siamense (Craib) Chantaran. & J.Parn.
- Syzygium sichuanense H.T.Chang & R.H.Miao
- Syzygium siderocola (Merr.) Merr.
- Syzygium silamense P.S.Ashton
- Syzygium simile (Merr.) Merr.
- Syzygium simillimum Merr. & L.M.Perry
- Syzygium singaporense (King) Airy Shaw
- Syzygium siphonanthum (King ex Greves) Amshoff
- Syzygium skiophilum (Duthie) Airy Shaw
- Syzygium slootenii Merr. & L.M.Perry
- Syzygium smalianum (Brandis) D.G.Long
- Syzygium smithii (Poir.) Nied.
- Syzygium soepadmoi P.S.Ashton
- Syzygium sogerense (Greves) Merr. & L.M.Perry
- Syzygium sorongense (T.G.Hartley & Craven) Craven & Biffin
- Syzygium spathulatum Thwaites
- Syzygium speciosissimum (C.B.Rob.) Merr.
- Syzygium spectabile Merr. & L.M.Perry
- Syzygium sphaeranthum (Gagnep.) Merr. & L.M.Perry
- Syzygium spissifolium (Ridl.) I.M.Turner
- Syzygium splendens (Blume) Merr. & L.M.Perry
- Syzygium squamatum Merr. & L.M.Perry
- Syzygium squamiferum (C.B.Rob.) Merr.
- Syzygium sriganesanii K.Ravik. & V.Lakshm.
- Syzygium stapfianum (King) I.M.Turner
- Syzygium staudtii (Engl.) Mildbr.
- Syzygium steenisii Merr. & L.M.Perry
- Syzygium stelechanthum (Diels) Glassman
- Syzygium stenocladum Merr. & L.M.Perry
- Syzygium stenurum Merr. & L.M.Perry
- Syzygium sterrophyllum Merr. & L.M.Perry
- Syzygium stictanthum Merr. & L.M.Perry
- Syzygium stipitatum P.S.Ashton
- Syzygium stipulare (Blume) Craven & T.G.Hartley
- Syzygium stocksii (Duthie) Gamble
- Syzygium striatulum (C.B.Rob.) Merr.
- Syzygium subalatum (Ridl.) Merr. & L.M.Perry
- Syzygium subamplexicaule Merr. & L.M.Perry
- Syzygium subcapitulatum Miq.
- Syzygium subcaudatum (Merr.) Merr.
- Syzygium subcorymbosum Merr. & L.M.Perry
- Syzygium subcrenatum Merr. & L.M.Perry
- Syzygium subdecussatum (Duthie) I.M.Turner
- Syzygium subfalcatum (C.B.Rob.) Merr.
- Syzygium subfoetidum (C.B.Rob.) Merr.
- Syzygium subglobosum Merr. & L.M.Perry
- Syzygium subhorizontale (King) Chantaran. & J.Parn.
- Syzygium subisense P.S.Ashton
- Syzygium subnodosum Miq.
- Syzygium suborbiculare (Benth.) T.G.Hartley & L.M.Perry
- Syzygium subrotundifolium (C.B.Rob.) Merr.
- Syzygium subscandens Widodo
- Syzygium subsessile (C.B.Rob.) Merr.
- Syzygium subsessiliflorum (Merr.) Merr.
- Syzygium subsessilifolium (Merr.) Merr. & L.M.Perry
- Syzygium subsimile Diels
- Syzygium subtile Miq.
- Syzygium sulcistylum (C.B.Rob.) Merr.
- Syzygium sulitii Merr.
- Syzygium sulphuratum (Ridl.) Govaerts
- Syzygium surigaense (Merr.) Merr.
- Syzygium suringarianum (Koord. & Valeton) Amshoff
- Syzygium swettenhamianum (King) I.M.Turner
- Syzygium sylvicola T.G.Hartley & L.M.Perry
- Syzygium symingtonianum (M.R.Hend.) I.M.Turner
- Syzygium synaptoneurum (K.Schum. & Lauterb.) Merr. & L.M.Perry
- Syzygium syzygioides (Miq.) Merr. & L.M.Perry
- Syzygium szemaoense Merr. & L.M.Perry
- Syzygium taeniatum Diels
- Syzygium tahanense (Ridl.) I.M.Turner
- Syzygium taipingense (M.R.Hend.) I.M.Turner
- Syzygium taiwanicum H.T.Chang & R.H.Miao
- Syzygium tapiaka (H.Perrier) Labat & Schatz
- Syzygium tawahense (Korth.) Merr. & L.M.Perry
- Syzygium tayabense (Quisumb. & Merr.) Merr.
- Syzygium taytayense (Merr.) Merr.
- Syzygium tchambaense J.W.Dawson
- Syzygium tectum (King) I.M.Turner
- Syzygium tekuense (M.R.Hend.) I.M.Turner
- Syzygium tenellum Blume ex Miq.
- Syzygium tenue (Duthie) N.P.Balakr.
- Syzygium tenuicaudatum Merr. & L.M.Perry
- Syzygium tenuicorticum P.S.Ashton
- Syzygium tenuiflorum Brongn. & Gris
- Syzygium tenuifolium (Ridl.) Airy Shaw
- Syzygium tenuilimbum P.S.Ashton
- Syzygium tenuipes (Merr.) Merr.
- Syzygium tenuirame (Miq.) Merr.
- Syzygium tenuirhachis H.T.Chang & R.H.Miao
- Syzygium tephrodes (Hance) Merr. & L.M.Perry
- Syzygium teretiflorum (Koord. & Valeton) Amshoff
- Syzygium tesselatum Korth.
- Syzygium tetragonum (Wight) Wall. ex Walp.
- Syzygium tetrapleurum L.M.Perry
- Syzygium tetrapterum (Miq.) Chantaran. & J.Parn.
- Syzygium thalassicum Merr. & L.M.Perry
- Syzygium thompsonii (Merr.) N.Snow
- Syzygium thomsenii (Diels) Merr. & L.M.Perry
- Syzygium thorelii (Gagnep.) Merr. & L.M.Perry
- Syzygium thornei T.G.Hartley & L.M.Perry
- Syzygium thumra (Roxb.) Merr. & L.M.Perry
- Syzygium tierneyanum (F.Muell.) T.G.Hartley & L.M.Perry
- Syzygium timorianum Decne.
- Syzygium tinctorium (Gagnep.) Merr. & L.M.Perry
- Syzygium tiumanense (Ridl.) I.M.Turner
- Syzygium toddalioides (Wight) Walp.
- Syzygium tolypanthum Diels
- Syzygium toninense (Baker F.) J.W.Dawson
- Syzygium tonkinense (Gagnep.) Merr. & L.M.Perry
- Syzygium tontoutaense J.W.Dawson
- Syzygium toppingii (Elmer) Merr.
- Syzygium torricellianum Diels
- Syzygium touranense Merr. & L.M.Perry
- Syzygium trachyanthum (Diels) Merr. & L.M.Perry
- Syzygium trachyphloium (C.T.White) B.Hyland
- Syzygium tramnion (Gagnep.) Merr. & L.M.Perry
- Syzygium travancoricum Gamble
- Syzygium treubii Merr. & L.M.Perry
- Syzygium trianthum (Merr.) Merr.
- Syzygium trichotomum (Greves) Merr. & L.M.Perry
- Syzygium tricolor (Diels) Merr. & L.M.Perry
- Syzygium tripetalum Guillaumin
- Syzygium triphlebium Diels
- Syzygium triphyllum Merr.
- Syzygium tripinnatum (Blanco) Merr.
- Syzygium triplinervium Teijsm. & Binn.
- Syzygium triste (Kurz) N.P.Balakr.
- Syzygium trivene (Ridl.) Merr. & L.M.Perry
- Syzygium tsoongii (Merr.) Merr. & L.M.Perry
- Syzygium tubiflorum P.S.Ashton
- Syzygium tula (Merr.) Merr.
- Syzygium turbinatum Alston
- Syzygium tympananthum (Diels) Merr. & L.M.Perry
- Syzygium ubogoensis W.N.Takeuchi
- Syzygium ultramaficum P.S.Ashton
- Syzygium umbellatum Korth.
- Syzygium umbilicatum (Koord. & Valeton) Amshoff
- Syzygium umbrosum Thwaites
- Syzygium uniflorum Merr. & L.M.Perry
- Syzygium unipunctatum (B.Hyland) Craven & Biffin
- Syzygium urdanetense (Elmer) Merr.
- Syzygium urophyllum Merr.
- Syzygium utilis (Talbot) Rathakr. & N.C.Nair
- Syzygium vaccinifolium Merr.
- Syzygium valdecoriaceum P.S.Ashton
- Syzygium valdepunctatum Merr.
- Syzygium valdevenosum (Duthie) Merr. & L.M.Perry
- Syzygium valentissimum P.S.Ashton
- Syzygium validinerve T.G.Hartley & L.M.Perry
- Syzygium validum Korth.
- Syzygium vanderwateri (Ridl.) Merr. & L.M.Perry
- Syzygium variabile T.G.Hartley & L.M.Perry
- Syzygium variifolium Miq.
- Syzygium variolosum (King) Chantaran. & J.Parn.
- Syzygium vaughanii J.Guého & A.J.Scott
- Syzygium vaupelii Whistler
- Syzygium veillonii J.W.Dawson
- Syzygium velae B.Hyland
- Syzygium velutinum A.P.Davis
- Syzygium venosum DC.
- Syzygium venustum (Roxb.) N.P.Balakr.
- Syzygium verniciflorum (Diels) Merr. & L.M.Perry
- Syzygium vernicosum Merr. & L.M.Perry
- Syzygium vernonioides (Elmer) Merr.
- Syzygium verrucosum Däniker
- Syzygium versteegii (Lauterb.) Merr. & L.M.Perry
- Syzygium vestitum Merr. & L.M.Perry
- Syzygium viburnoides Diels
- Syzygium vidalianum (Elmer) Merr.
- Syzygium villamilii (Merr.) Merr. & L.M.Perry
- Syzygium villiferum (Ridl.) Masam.
- Syzygium virescens Merr. & L.M.Perry
- Syzygium viridescens (Ridl.) I.M.Turner
- Syzygium virotii J.W.Dawson
- Syzygium vismioides (DC.) Govaerts
- Syzygium vrieseanum (Miq.) Amshoff
- Syzygium vulcanicum Elmer ex Merr.
- Syzygium wagapense Brongn. & Gris
- Syzygium waikaiunense T.G.Hartley & L.M.Perry
- Syzygium walkeri Merr. & L.M.Perry ex C.T.White
- Syzygium warburgii Merr. & L.M.Perry
- Syzygium waterhousei Merr. & L.M.Perry
- Syzygium watsonianum (M.R.Hend.) I.M.Turner
- Syzygium watutense Craven & N.Snow
- Syzygium wenshanense H.T.Chang & R.H.Miao
- Syzygium wenzelii (Merr.) Merr.
- Syzygium wesa B.Hyland
- Syzygium whitfordii (Merr.) Merr.
- Syzygium williamsii (C.B.Rob.) Merr.
- Syzygium wilsonii (F.Muell.) B.Hyland
- Syzygium winckelii Amshoff
- Syzygium winitii (Craib) Merr. & L.M.Perry
- Syzygium wolfii (Gillespie) Merr. & L.M.Perry
- Syzygium wollastonii (Ridl.) Merr. & L.M.Perry
- Syzygium womersleyi T.G.Hartley & L.M.Perry
- Syzygium wrayi (King) I.M.Turner
- Syzygium wrightii (Baker) A.J.Scott
- Syzygium xanthophyllum (C.B.Rob.) Merr.
- Syzygium xanthostemifolium (Guillaumin) J.W.Dawson
- Syzygium xerampelinum B.Hyland
- Syzygium xiphophyllum (Merr.) Merr.
- Syzygium xizangense H.T.Chang & R.H.Miao
- Syzygium xylopiaceum (Diels) Merr. & L.M.Perry
- Syzygium yunnanense Merr. & L.M.Perry
- Syzygium zamboangense (C.B.Rob.) Merr.
- Syzygium zeylanicum (L.) DC.
- Syzygium zhenghei Craven & Biffin
- Syzygium zimmermannii (Warb. ex Craib) Merr. & L.M.Perry
- Syzygium zollingerianum (Miq.) Amshoff